# 闇金ウシジマくん
『闇金ウシジマくん』（やみきんウシジマくん）は日本の漫画家である真鍋昌平による漫画。2004年から2019年まで『ビッグコミックスピリッツ』（小学館）で不定期連載された。
2010年10月より、山田孝之主演で毎日放送（MBS）制作によりテレビドラマ化され、その劇場版が2012年8月25日より公開された。また2014年1月よりドラマの新シリーズが放送されたほか、同年5月16日には新作映画も公開。詳細はテレビドラマの記事ならびに映画の記事参照。

## 概要
10日5割（トゴ）の超暴利闇金融『カウカウファイナンス』の経営者である丑嶋馨やその従業員の日常と、カウカウファイナンスに訪れる客、およびその関係者の様々な人間模様と社会の闇を描いたストーリー。物語は各エピソードにおける中心人物の視点で進み、丑嶋はそれらに接触する狂言回し的存在である。そのため丑嶋が全く登場しない回も多い。
なお「○○くん」というタイトルは、当時流行した「むじんくん」（アコム）、「お自動さん」（アイフル）など、サラ金（消費者金融）における自動契約機のネーミングから着想を得ている。
累計発行部数は、2022年3月時点で2100万部を記録している。
第56回（平成22年度）小学館漫画賞一般向け部門受賞作品。
連載終了の理由として、作者は「闇金業者という犯罪者の視点で描く話に限界を感じていた。『突き詰めて描けば描くほど読者が離れる』」と述べている。その後、弁護士を主人公とした『九条の大罪』を連載開始した。

## あらすじ
丑嶋馨が経営する闇金融『カウカウファイナンス』は、10日5割（トゴ）の超暴利（ただし返済の実績を積むことにより、利息が下がる場合もある）。彼の元に訪れる客は、丑嶋からの借金をきっかけに運命が動き出す。この物語は、そんな『カウカウファイナンス』に訪れる客と、その関係者の様々な人間模様、そして社会の闇を描いたものである。

## 登場人物

### カウカウファイナンス
丑嶋馨（うしじま かおる）
本作品の主人公であり、全エピソードにおける狂言回し。金融会社「カウカウファイナンス」の社長。また、副業として不動産屋や風俗店の経営にも携わる。
年齢は「バイトくん」編の時点で23歳。作中では相応の時間経過が示唆された描写はあるが、最終的な年齢は不明。
常に冷静沈着かつ物怖じしない性格。若手ながらも卓越した手腕で闇金業を営み、裏社会の修羅場をいくつも乗り越えてきた生粋のアウトロー。幼いころから壮絶な環境に身を置いていたため、時折深い人生哲学をのぞかせる。自身の職業を「人並み以下でありながら人並みの生活をしているクズの人生に終止符を打つ職業」と称し、「世の中は奪るか奪られるか、俺は奪（と）る方を選ぶ」という極端な弱肉強食の思想を持つ。
そのカリスマ性は、部下をはじめ一部同業者や協力企業から畏れと尊敬を集める一方、数多くの敵対者から恨みや妬みを買っている。作中にて、登場人物らを不幸のどん底まで徹底的に追い込むことで丑嶋のキャラクターを表現している。一方、物事や債務者の本質を見抜き、それらに対して冷静な観点で捉える側面も持つ。
融資における審査はかなり厳しく、債務者の前では「田嶋」の偽名を名乗り一貫して非情に応対する。返済のためならば手段や場所を選ばず、場合によっては債務者と近しい者に対しても有無を言わせず借金を肩代わりさせる程。債務者を陰で「奴隷くん」呼ばわりし、集金は言葉どおり1円たりとも値下げしない。良くも悪くも債務者を放置することはなく、徹底した追い込みをかけるが、債務者個人のトラブルや悩みなどの解決に助力することもある。
返済意志のある者やどん底から這い上がる気概を持つ者に対してはある程度寛大な態度を見せる。丑嶋の出した入社試験をクリアした芳則や、再起の意志を見せた宇津井など、自分が認めた者には正当な評価を下し、時には過酷な労働環境ながら待遇の良い職場を紹介する。また、乗り合わせたタクシーの運転手が取り立て相手であっても、乗車料金はきっちり払うなどの筋を通す。
従業員に対する仲間意識が強い。基本的に寛容で怒気をはらむことはほとんどないが、（事前の忠告にもかかわらず）債務者を逃がすなどのミスをしたり恣意的な行動に対しては容赦なく鉄槌を下す。幼馴染でもある柄崎・加納とは特に結束が固い。柄崎へ毎年誕生日プレゼントを用意したり、加納への退職金として店を回すための元金を渡すなど、仕事以外での交流も描かれる。
外見
癖のある短髪にやや大きめレンズの縁なし丸眼鏡をかけ、あごひげを生やした強面な顔立ち。身長180cmを超える大柄な体格で、威圧的な風貌をしている。ヒップホップ系ファッション（主にパーカーやティンバーランドを愛用）に身を包む。真夏は主に半袖ポロシャツや、半袖のスカジャン系Tシャツ（初期のみ）を着用。
また表紙や扉絵イラストなどに限っては、ドクロ柄のバンダナをマスク風に身に付けたり、スタンダードなTシャツも着用する。耳には5つのピアスがあいている。
人物
亡き母が飼っていたウサギの「うーたん」（丑嶋が命名）を中学生のころから大切に飼いつづけている。「ヤミ金くん」編では4代目の子孫となる16羽を飼育し、ペットシッターも驚くほどこまめに世話をする。また動物霊園にはこれまでに死んでしまったウサギが大量に祀ってある。
ウサギの世話以外の日課としてジムでのトレーニングを毎日欠かさない。「ヤミ金くん」編で登場した鰐戸一曰く「セキュリティがしっかりしてそうなタワーマンション」の自宅にもトレーニングマシンが設置されている。
愛車はエルグランド（E51 後期型）からハマーH2へ乗り換えた。作中の描写から携帯電話はおそらくiPhone。
28巻「中年会社員くん」編より、S&W製のタクティカルペンとタクティカルライトを常時携帯している。
喫煙者だが車を運転する際は「車内禁煙」であり、「『靴の汚い者』は車内へ入れない」（やむを得ない場合は靴にビニール袋をかぶせる）というルールを敷くほか、電車の吊り革はティッシュを介して掴むなど潔癖症な一面を持つ。
基本的にいかなる場面でも冷静沈着であり、時折微笑む程度で表情はほとんど変化しない。だが闇金業者としてのポリシーを貫き、親友だった竹本に強制労働を強いる際は、「後悔はしていない」としつつも、車内で顔を覆い落涙するかのような描写がなされた。また「ヤクザくん」編終盤では、加納の遺体から離れる際に合掌したり、ドラマ版にて自殺した債務者の老婆に花を手向けるなど情の厚さが稀に垣間見える。債務者の子どもに対し、自身の生い立ちと重ねながらも救いの手はあえて差し伸べせず、自分のように自立していくことを望んでいる。「洗脳くん」編にて涙を流すまゆみへティッシュを渡すなどの気づかいも見せた。最終話では客の一人であるホームレスから容赦なく集金するも、別件の集金が済んだ後おでんと酒を差し入れている。
ヤクザなどに金を無心された際は露骨に不快感を示す。また最終章にて、大事に飼っていたウサギの一羽を滑皮に殺され初めて号泣した。
竹本の家に同居していた小百合が行き場をなくした際、カウカウファイナンスの受付嬢に採用するなど、近しい人物の関係者へは義理堅い面も見せる。
前述のとおりポーカーフェイスだが、連載初期は借金の依頼に訪れた女へにこやかな笑顔で丁寧に応対している。またウサギを過度に溺愛するなど、冷酷に取り立てる本来の丑嶋像との対比が際立っていた。ほかにも時折不敵に笑ったり、柄崎と共に土下座して謝罪するマサルに対し嘲笑うなどしている。
経歴
「妾の子」として極貧の家に生まれ育つ。最愛の母親を早くに亡くし、酒浸りかつ寝たきりとなった身内（丑嶋は「じいさん」「じじい」と呼ぶが続柄不明。実写映画版での役名は丑嶋の祖父となっている）の介護に追われていたが、厄介者として扱われていた。こうした境遇が、現在の価値観および闇金業者としての哲学が生まれたきっかけと思われる。
中学のころから喧嘩の強さが周知されており「頭めがけて金属バットをフルスイングできる」別世界の人間として恐れられた。
小学6年生進級と同時に転校して地元を離れるが、中学2年の冬に故郷に出戻り（詳細は不明）、柄崎と加納がいた2年C組へ再度転校する。C組における柄崎・加納は絶対的な存在であり、彼らに逆らったことが原因で竹本以外のクラスメイト全員からリンチを受け病院送りとなる重傷を負う。退院後、お礼参りとして柄崎・加納をはじめとするリンチへの加担者全員に対し単独行動中を狙い報復した。その強さを見込まれ、鰐戸三兄弟に脅迫されていた柄崎から助けを求められる。その結果、警察官の目の前で鰐戸三蔵の頭へ金属バットを振り下ろして半殺しにし、特別少年院に送られる。退院後は、母親の知り合い（退院時の身元引受人）が経営する産廃処理場で一時的に勤務したが、獅子谷兄弟の兄・鉄也の勧誘を断り切れず半ば強制的に、闇金業者「シシック」へ就職。その後、紆余曲折を経てシシックから逃げるように柄崎・加納と共にカウカウファイナンスを設立する。闇金業を営む中で、愛沢や肉蝮、鼓舞羅など裏社会の人間たちと衝突し、その度に返り討ちにするが、飯匙倩との一件後には滑皮との距離を置くためと裏切ったマサルを追って沖縄へと渡る。マサルとの決着をつけ、柄崎と共に2年間台湾へ高飛びしたのち、再び新宿へと戻って来た。
帰国後、債務者の菊池千代が自身の所在を密告したことで、滑皮と獅子谷兄弟の弟・甲児から高田や小百合を人質に強請を受けるようになり、本格的に彼らと敵対するようになる。甲児から隠し金庫のありかを吐かせるため拷問を受けるも、上手く罠にはめて甲児の殺害に成功。その後、滑皮から「自身の配下になるか死ぬか」どちらか選べと迫られる。一度は滑皮へ服従しかけたが、滑皮から一方的に金を搾り取られ、滑皮の舎弟である中学生から蔑まれるなどの屈辱を味わい、最終的に滑皮と敵対する道を選ぶ。しかし、ウサギを殺害されるなどの報復を受け、精神的に追い詰められた。滑皮の罠によって身代わりとして警察へ出頭するか、今度こそ死ぬかを選ぶよう迫られる。遂に屈したかのように見せかけ、柄崎・戌亥と共に滑皮を罠にはめ刑務所へ送った。その後はこれまで同様集金業務をこなすも、最終話にて債務者の一人である菊池文香を殺そうとした彼女の弟・辰也から文香をかばいナイフで刺される。その直後、何事もなく振る舞い予定通り文香の借金を回収するが、柄崎との電話の後に道端で倒れた。
連載終了後に刊行された『漫画家本SPECIAL 闇金ウシジマくん本』（小学館）に収録の、作者描き下ろしによる「もしもくん」に本編とは異なる最終話が描かれた。
私生活
自宅でウサギと遊ぶ際は普段からは考えられない言動をしたり、アジトのビル屋上にて柄崎と共にPSPをプレイしている。
カウカウファイナンスの従業員と共に居酒屋へ行くほか、戌亥の実家のお好み焼き屋や柄崎の実家を訪れるなどプライベートでの親交も少なくない。
その他
『スピリッツ』誌面では「ダークヒーロー」と形容されることもある。
誌上公募での「悪役キングコンテスト」では圧倒的な投票数で1位を獲得、「悪役総選挙」では4位。
丑嶋のモデルは、元闇金の事業家であるトキタセイジ。
柄崎貴明（えざき たかあき）
『カウカウファイナンス』のNo.2。格闘家を目指していた時期があり、その強さは有名。会社の金銭の管理を任されており、仕事熱心で電話の対応のしすぎで耳から膿が出たほど。丑嶋とは中学生のころから付き合いがあり、彼を深く尊敬している。丑嶋からの信頼も厚いが、彼の携帯電話には「柄崎うんこ野郎」、ドラマ版『ザ･ファイナル＆闇金くん編』では「柄崎焼き豆腐」と登録されている。
中学時代の丑嶋の髪型を真似て坊主頭にしている。原作後半では基本的にパーカーの上に作業着を羽織っている。靴はナイキのスニーカー。
丑嶋が逮捕された際は被害者に話をつけに行ったり、警察の強制捜査が入る前に事務所を移転したり、さらには「ヤクザくん」編の終盤で、肉蝮の急襲を受け窮地に立たされた丑嶋を間一髪で助けたりと、何かと身を尽くした。
加納とは会話がほとんどないが、不仲というわけではなく、加納が結婚し退職することを聞いた際は、一度激昂しその場を離れる素振りを見せつつも、陰で男泣きしながら喜んでいた。
大晦日や自身の母の誕生日を実家で母と丑嶋の3人で過ごしたり、普段も丑嶋のスケジュールを細かく把握したり、まめに飲みに誘ったりと、丑嶋と仕事以外でも一緒に過ごすシーンが描かれている。
中2の冬に丑嶋が出戻りで転校してきた時はクラスのボス的存在であり、転校生の丑嶋が反抗的な態度をとったために、クラスメイト全員（竹本を除く）を強制的に引き連れ集団でリンチしたが、丑嶋の退院後にお礼参りを受けた。その後の鰐戸三兄弟との一件で、結果的に丑嶋に守られたことへの感謝が、現在の力関係の元となっている。丑嶋が少年院を出所した時には加納と共に『シシック』で働いており、丑嶋を闇金の世界に誘った張本人でもある。
カーナビ付きの車で道に迷うなどの方向音痴。債務者に使う偽名は「柄原」や「木崎」。
番外編「柄崎くん」では誕生日に彼女との約束より急遽呼び出された丑嶋の買い物に付き合い、誕生日プレゼントに欲しがっていたサングラスを丑嶋から贈られた一方で「彼女No.1」からはフラれてしまった。
最終章では丑嶋とすれ違いを起こしたり、滑皮に勧誘されるなどの様々な苦難が襲ったものの、最後まで丑嶋を裏切ることはなかった。
柄崎貴子（えざき たかこ）
柄崎の母親。初登場は「ヤミ金くん」編の回想シーン。名前は「ウシジマくん」編にて判明。作中時点では船橋に引っ越している。中学時代の回想では狭い一軒家を住居としていたが、船橋移住後は団地住まい。前述のとおり、誕生日や大晦日はほぼ毎年息子や丑嶋といっしょに過ごすのが恒例。ヤンキーとなった息子にこれまでと変わりなく接していたり、初対面の丑嶋に夕食を振る舞うなど面倒見のいいところがある反面、「ウシジマくん」編では柄崎の中学時代の体操着を平気で部屋着にしていたり、回想シーンで原チャリの無免許運転を咎めている様子がないなどかなりマイペースな一面もある。
「ウシジマくん」編では痩せて容姿が大きく変わっており、やや若々しく描写されている。また、丑嶋からは「貴子さん」と呼ばれ、敬語を使われるようになった。滑皮に追い詰められたことを苦に拳銃で自決しようとしていた丑嶋の元に偶然電話をかけ、図らずとも彼を思い留まらせる。その後、丑嶋から誕生日プレゼントで電動自転車を与えられた。
加納晃司（かのう こうじ）
カウカウファイナンスのNO.3。長髪で、髭を生やしている。肥満嗜好の持ち主。「キレると何をするか分からない」らしい。柄崎とは同僚の関係性で仲も悪くはないが、会話はほとんど無い。口が堅く、敵対者から拷問、暴行されても決して口を割らない。連載当初から登場しているが、柄崎と比べると過去の経歴などを描かれることが少ない。当初は柄崎とコンビを組んでいたが、現在は高田とコンビを組んでいる。仕事時は「加山」という偽名を使う。
中学生のころはクラスで柄崎に次ぐ絶対的存在の不良生徒であり、転校して間もない丑嶋をクラスメイト全員でリンチしたが、退院した丑嶋から完膚なきまでに叩きのめされている。
「ヤクザくん」編の序盤で丑嶋と柄崎に、自身の恋人・麻里が妊娠したこと、結婚して闇金から足を洗い、普通の金融業で生計を立てることを打ち明け、二人に祝福を受け退職した。柄崎と同様、丑嶋が買ってくれたペンを常に携帯している。しかし、飯匙倩らから丑嶋の居場所を探るべく拷問を加えられた後、その場に居合わせていた熊倉からは自身が辱めを受けたことの口封じとして絞殺される。下の名前は、死後に丑嶋が麻里に香典代わりの金を送る際に判明した。「ウシジマくん編」で子供が生まれており、自身の名前から一文字取って「晃（あきら）」と名付けられている。
ドラマ版では「カウカウファイナンス」の社員としては登場しないが、映画版「ザ・ファイナル」で、丑嶋、柄崎らの中学時代の同級生として登場した。
高田（たかだ）
第1話で入社した元ホスト。下の名は不明。実年齢は丑嶋や柄崎よりも年上（初登場時、少なくとも24歳以上）。「ホストくん」編および「元ホストくん」編のキーパーソンの1人。
以前は「ニューロマンサー」というホストクラブで「瑠偉斗（るいと）」という源氏名で働いていた。しかし太客の愛華(17才)に、自身の売り上げのため高額なボトルを何本も注文させ、数百万円もの借金を背負わせるも、冷たい態度をとっていたため愛華が自殺してしまい、いたたまれなくなって退職。その後はサパークラブで働いていたが、酒で肝臓を悪くしたため、こちらも辞めている。
その矢先、愛華がカウカウの顧客であった縁から丑嶋と出会う。最初は闇金の仕事に怯えていたが、次第に慣れていく。冷徹になりきれず、丑嶋に厳しく叱咤されることもあったが、「元ホストくん」編終盤では債務者に全力で向き合いながらドライでいられるまで成長し、丑嶋が渡さずにいた愛華の遺品を受け取った。
再登場時は頭髪が伸び、髪色が上下で金色と黒のプリンになっていた。マサル入社後は彼の世話係を任せられる。社内で唯一の美形であるため、携帯電話の電話帳には女性の債務者が多く、債務者には「高木」の偽名を名乗っている。また自らのルックスを生かし、女性警官を情報屋として利用している。非常に面倒見が良く、丑嶋への復讐を誓うマサルでさえも、高田に対しては尊敬の面を見せる。カウカウの顧客である貧困な家庭の子供や、親から雑な扱いを受ける子供に食べ物を与える描写も見られ、「ヤクザくん」編では丑嶋のウサギの世話を任される。
「ウシジマくん」編では引き続きウサギたちの世話をしつつ、自らも細々と金融屋を営んでいる（「ヤクザくん」編で丑嶋にこれまでの仕事ぶりを認められ、独立を勧められたこともある）。小百合と共に滑皮の監視下にある。丑嶋が滑皮との本格的な対決を覚悟し、滑皮に殺されるよりはとウサギたちを殺処分しようとした際は身を呈してかばっている。その後はウサギ達を連れて逃亡し、その際に丑嶋から渡された逃走資金を元手に、沖縄でうさぎカフェを開いている。
ドラマ版では最初から『カウカウファイナンス』の社員であり、性格や髪型が再登場以降のものに近い。
加賀勝（かが まさる）
第9話で入社した不良少年。「ヤクザくん」編および「逃亡者くん」編のキーパーソンの1人。通称：マサル。
貧しい母子家庭に育ち、高校にも行かない無為な日々を過ごしていた。そんな中、愛沢とトラブルを起こし『カウカウファイナンス』に連れて来られたことがきっかけで入社。その後、愛沢に殺されかけ丑嶋に助けを求めるが、会社の顧客名簿を盗み、丑嶋に内緒でその客に金を融資していたため見殺しにされる。しかし間一髪で高田に助けられる。その後、丑嶋に土下座をして、カウカウファイナンスをクビにはならず働き続けることになる。
その後はこの一件に加え、カウカウファイナンスから金を借りていた自分の母親を風俗に売ろうとしていた丑嶋を恨み、復讐の機をうかがうようになる。当初から比べ徐々に風貌が変わり、「目つきの悪いチビ」と言われ、鍛えてもいるようで力は強くなり、風貌はヤンキーそのものとなる。闇金から金を借りている母親を軽蔑しながらも、母親思いな一面も見られる。コンビで行動する時は高田と共にいることが多い。返済の意思を見せない債務者へは暴力も厭わないが、丑嶋に追い込まれた債務者を「ちゃん」付けの愛称で呼び、最後まで心配する描写も見られた。
「ヤクザくん」編では、丑嶋に恨みを持つ飯匙倩組や肉蝮と手を組み丑嶋への復讐を実行する。カウカウファイナンスを辞めた加納を拉致するなどして、丑嶋への復讐作戦は順調に進めているように見えたが、熊倉に説得されたことにより飯匙倩組の金庫番を殴り、中の金を奪い途中で逃亡し、復讐自体も最終的には失敗した。
「逃亡者くん」編では、逃亡先の沖縄で闇金業を営む金城の元で「村田仁（むらた じん）」という偽名を使い生計を立てている。沖縄でも債務者から厳しく取り立てを行う一方で、のどかの境遇を見て彼女を救うために動く。しかし、復讐前に高田へ持ち掛けた話の内容から沖縄へ潜伏していることを丑嶋に勘付かれ、戌亥に居場所を特定されたことにより丑嶋に捕まり、自身の行いによって加納の死を招いたという事実を突きつけられ愕然とする。一時は丑嶋に殺されることも覚悟していたが、奪った金を取り戻して帰ろうとする丑嶋にあっけにとられ思わず本音を叫ぶ。最終的には丑嶋と和解するも別れを告げられ、のどかの元からも去り、その後は大阪で手配師をしながら過ごす。
最終話では高田と沖縄で再会し、手配師を辞め細々と金融業をやりながら暮らしていることが明かされた。
小百合（さゆり）
『カウカウファイナンス』の受付嬢。フルネームは不明。回想シーンなどから、本編開始の1〜2年前に入社した模様。
美人で愛想も良いが、奇抜なファッションセンスの持ち主。初期のころは準レギュラー扱いだったが、話が進むにつれてあまり登場しなくなった。しかし、会社が危機に陥った際（「ヤンキーくん」編・「ヤミ金くん」編など）は、金銭や書類の処理に一役買っている。
長らく経歴について描かれなかったものの「ウシジマくん」編で以前はキャバ嬢として働いており、竹本の家に同居していたことが明かされた。竹本のことは「竹本」と呼び捨てるか「お兄ちゃん」と呼んでいた。
しかしキャバ嬢としては客の名前やNG行動を覚えられず、同僚が上に「ヘルプに入れないでほしい」と言うほどに仕事が出来なかった。また丑嶋の名前も覚えられず、「カウカウくん」と呼んだことが『カウカウファイナンス』という社名の由来となっていたことが判明している。
物語終盤からは地元に帰郷しているが滑皮の監視下にあり、まもなく丑嶋が本格的な対立を決めた際はタイに渡った。

### 準レギュラー
滑皮秀信（なめりかわ ひでのぶ）
本作品のもう1人の狂言回しであり、丑嶋の天敵。若琥会若琥一家二代目猪背組の幹部候補生→猪背組系列滑皮組組長。熊倉と共にカウカウファイナンスのバックにつく。
初登場エピソードは「ヤンキーくん」編。丑嶋よりも少し上の世代であり、かつては暴走族・悶主陀亞（モンスタア）連合総長を務めていた。
冷酷残忍で野心的かつ支配欲の強い性格の持ち主であり、成り上がるためには一切の手段を選ばず、自身に弱みのある者や気に入らない相手に対しては一切容赦しない。
暴走族時代から敵対者の唇を切断するなどの凶行で恐れられ、愛沢浩司、鰐戸三蔵と並んで丑嶋の地元で「絶対に逆らってはいけない人物」と言われていた。だが、先述の2人をいずれも凄惨に痛めつけているため、3人の中でも別格の存在と言える。
「ヤンキーくん」編では逆立てた髪にジャンパーを着たチンピラ風の外見だったが、「ヤミ金くん」編以降は坊主頭にスーツ姿というヤクザ然とした風体に様変わりしている。
丑嶋とは何かしらの因縁があるらしいが、最後まで明かされることはなかった。
登場当初は、勘違いによって熊倉から制裁を受けたり、出世を狙って鳩山に献上した高級乗用車を即、愛人に下賜されるなど、あまり報われない描写が目立った。その後はしばらく登場しなかったものの、「ヤミ金くん」編の最終盤にて久々に登場し、悶主陀亞連合が奪い取った丑嶋の金を上納させていた。
「ホストくん」「元ホストくん」編では熊倉を殴打した鼓舞羅を射殺するが、熊倉を守れなかった事など諸々の責任を取り指を詰めることになった。
「ヤクザくん」編では死体処理班に配属されており、丑嶋に無理押しして大量の銃を預け、飯匙倩と抗争を起こす。
「ウシジマくん」編では、丑嶋が沖縄に高飛びしている3年の間に急速に力をつけ、自らの組を持ち、獅子谷をはじめとする多くの半グレや不良を傘下にし、猪背組の3代目組長の候補に名前が浮上するまでに成り上がっている。熊倉を殺害した丑嶋の復讐のため、様々な策で丑嶋を追い詰めるが、あと一歩のところで柄崎と戌亥に嵌められ、殺人罪で警察に逮捕される。また、この際に豹堂と鹿島を殺害したことが発覚したため猪背組を絶縁処分になり、第二審裁判でも死刑を求刑されたことが戌亥の口から語られている。
過去についてのエピソードはあまり語られていないが、出世しても直らないほど食べ方が非常に汚かったり、父親の母親に対するDVが日常的にあったと語るなど（「死んだ親父の車の臭いを思い出す」という理由で自分の車を禁煙にしている）、育ちの悪さを伺わせる描写は多い。
その冷血さゆえ、丑嶋から「腐れ外道滑皮秀信」と連絡先を登録されていたり、逮捕された際に柄崎から「散々酷いことをしてきた因果応報」と切り捨てられているが、元猪背組の老人たちに金銭援助を行う、熊倉のことを最後まで「かっこいい兄貴」と慕う、死んだ弟分の梶尾を悼むなど、任侠道は持っている。また、戌亥からの「あなたのことは好きです（が、あなたの態度は嫌いです）」という発言や、獅子谷甲児の部下からの「ヤクザは嫌いだが、滑皮さんは別」という評など、前述のように確かなカリスマ性も持ち合わせている。「悪役キングコンテスト」「悪役総選挙」ともに5位。
戌亥洋介（いぬい ようすけ）
普段は探偵として働いている裏世界の情報屋。短髪に黒いスーツ姿。初登場エピソードは「楽園くん」編。
丑嶋とは小学生からの幼馴染。カウカウファイナンスをはじめ、滑皮を筆頭にヤクザとも交流がある。実家はお好み焼き屋。大の駄菓子好き。丑嶋に対して「くん」付けで呼んでいる。柄崎や加納とは腐れ縁の仲。
「楽園くん」編では、丑嶋に飯匙倩に関する情報を与え、キミノリからショップの裏帳簿を買い取った。「元ホストくん」編では、丑嶋に隼人、長谷川に関する情報を与え、隼人を追跡。その後滑皮に鼓舞羅に関する情報を集めることを命令されていた。「ヤクザくん」編では丑嶋の窮地を救い、続く「逃亡者くん」編でもマサルの捜索を請け負った。
「ウシジマくん」編では滑皮との繋がりを維持しつつも、丑嶋や柄崎らに助言・忠告をする。その後、滑皮の追い落としを目論む豹堂・巳池に脅迫され、鹿島殺害犯は滑皮であることを報告した。その後、丑嶋や柄崎共々、滑皮たちに捕らえられてしまうが、最後は丑嶋らの策略に乗じて滑皮がヒットマンを始末する動画を録画し、彼を逮捕するための証拠を作って生還する。
熊倉義道（くまくら よしみち）
二代目猪背組理事長（若頭）。顔に二箇所の刀傷がある。初登場エピソードは「ヤンキーくん」編。
丑嶋にたびたび数百万円の大金を強請するため、丑嶋からは蛇蝎のごとく嫌われている。配下の滑皮にもヤクザらしい暴虐さで接しており、ごく些細な粗相でも流血するほど叩きのめす。
「元ホスト君」編で鼓舞羅に丑嶋と間違われ、スラッパーで殴り倒される。その後、頭蓋骨陥没の後遺症から高次脳機能障害を起こして失態を繰り返し、二代目猪背組々長の後継を取り消された。
「ヤクザくん」編では丑嶋を利用して飯匙倩から一億円の強請を試みるが、逆に身柄を拐われ、カマを掘られ手足の爪に釘を打たれるなどの凄惨な拷問を受けた。マサルに助けられた後、辱めを受けた傍に居た加納を口封じとして殺害したが、それが仇となり終盤で丑嶋に悟られ射殺される。
「ウシジマくん」編の回想にも登場しており、本編時よりも痩せていた。当時まだ部屋住みだった滑皮を可愛がり、加えて多くの愛人とシノギを抱えた切れ者として描かれている。また、この時点で小学生の息子（名前は光輝）がいた模様。
肉蝮（にくまむし）
本名は不明。強盗殺人を犯したと噂される大男。初登場エピソードは「ギャル汚くん」編。
言動や精神が異常。歯の尖った凶相に「片手小指一本逆立ち」を軽々とこなす強靭な肉体を持つ。また、背中の般若の面、上半身正面に通称の由来となった蝮など全身に刺青が彫られている。自身の腕っ節に慢心している反面、丑嶋の仲間たちによる連携や不意打ちに何度も不覚を取り、隙を突かれると狼狽するという弱点もある。
夏でもN-3Bフライトジャケットのフードをかぶり顔を隠すように着用している。自分の女（恐喝のための方便であり真の関係性は不明）を強姦したとしてバンプスのナオヤへ凄惨な拷問を加え、イベントの売上金を狙って代表であるジュンを恐喝する。
その後、ジュンを追い詰める丑嶋たちと鉢合わせ、包丁を片手に丑嶋を威圧するが、ワゴン車で突き飛ばされ右腕を折られる。さらに落とした包丁を丑嶋に奪われ、本気の殺意を込めた脅しにしぶしぶ敗北を認めた。これをきっかけに丑嶋に対する復讐を誓うようになる。
「ヤクザくん」編へ再登場。「100人斬りの強姦魔」や「女子高生をアナルレイプするのが趣味」など、さらに凶暴な面が誇張された恐ろしいキャラとなっている。
のちに丑嶋に対するマサルの復讐協力に同意する。飯匙倩や熊倉を始末した丑嶋を急襲するが、再び駆けつけた柄崎のクレーン車に撥ねられ、前回と同じ展開で重傷を負う。
その強さは丑嶋いわく「タイマンではかなわない」ようだが、車の修理代として500万円を要求されたことに悪態をついて終わる。その後は本編に登場せず生死不明。「悪役キングコンテスト」「悪役総選挙」ともに2位。
スピンオフ作品『闇金ウシジマくん外伝 肉蝮伝説』では主人公を務める。相変わらず不意打ちに弱いが、桁外れの強さは健在。意外なほどの博識と頭の回転の速さを見せている。また、自分が認めた者を相応に扱うなど、本編では見られない新たな一面が描かれている。
飯匙倩（はぶ）
蛇腹組藪蛇組の構成員→飯匙倩組の組長。初登場エピソードは「楽園くん」編。
獅子谷鉄也よりも少し上の世代。腕や首に刺青がある。
覚醒剤ビジネスを行っている売人（プッシャー）の他、若者にショップ経営への融資を請け負っている。自身の面子のためには手段を選ばず、自分の覚醒剤に混ぜ物を入れて販売した人物を監禁し、金槌で指の爪を叩き割ったり、失態を犯した協力者を拷問して殺害するなど、性格は極めて残忍で冷酷非道。腕っ節も強いが、丑嶋との戦闘で殴られた瞬間に藪蛇組長から招集されて場を離れる羽目になり、これが「素人に殴られて逃げた」と悪い形で拡散。以後は業界の笑い者になり、丑嶋を恨むようになる。
「元ホストくん」編の時点では、覚醒剤ビジネスで逮捕されたことが明かされ、「中年会社員くん」編でまもなく出所することが語られた。
「ヤクザくん」編で本格的に再登場を果たす。以前に比べて形相がさらに凶悪化しており、クールでシニカルな言動が目立つようになっている。
自らの飯匙倩組を立ち上げ、マサルと協力して丑嶋殺害計画を着々と進めるが、最終的に丑嶋の策略によって、全身にガソリンを浴びて火だるまになって焼死するという壮絶な最期を遂げた。
「ウシジマくん」編でも回想シーンに登場。獅子谷鉄也に覚醒剤を売りつけており、彼が敬語を使うほどの人物として描かれている。
獏木（ばくき）
飯匙倩組の構成員。普段は工場らしき建物を根城にしている。
かつては地元で敵無しと恐れられていた不良で、無意味に人の耳をライターで炙るなど傍若無人に過ごしていた。組では一番の下っ端となり、先輩組員からきつく当たられているが、飯匙倩からは貴重な生きのいい若い衆として可愛がられている。
「中年会社員くん」編では加茂を脅迫して、カウカウに金を借りさせようとする。その件で丑嶋と交戦するがタクティカルペンで撃退され、最終話で肉蝮に片目を潰される。以後、眼帯を装着している。
以降の話にも登場するが、銃を持つと手が震える、死体を見て吐き気を催すなど初登場時の大物感はすっかり影を潜めてしまっている。「ヤクザくん」編では肉蝮と丑嶋への恨みからマサルを手助けするが、最終的に飯匙倩に自ら止めをさす格好になってしまった。その後、丑嶋に射殺されたと思われたが実際は生存しており、滑皮に熊倉殺害犯は丑嶋であることを伝えた。最後の頼みとして丑嶋を殺させてくれと懇願するも結局、滑皮にそのまま殺され、遺体を土の中に埋められる。

### 各編の登場人物

#### 「奴隷くん」編
加山重子（かやま しげこ）
本エピソードの債務者であり、作中最初の"奴隷くん"。パチンコ依存症の主婦。
子持ちの既婚者だが、夫とは別居中で民事裁判で争っている。借金返済のために丑嶋に売春をさせられ、一度はパチンコをやめることを決意するも、結局やめられなかった。それ以降もたびたび登場する。

#### 「債務者くん＜ウシジマくん＜金主くん」編
金主（きんしゅ）
本エピソードのキーパーソン。本名不明。カウカウファイナンスの資金提供者である占い師の老婆。
柄崎曰く「相当の資産家」であり、高級マンションに居住して大勢の男性を侍らせている。
丑島たちに1ヶ月15%の金利の返済を要求しているため、丑嶋たちからは心の中で嫌われている。
それ以降は全くと言っていいほど登場していなかったが、「ウシジマくん編」でその存在が言及されている。

#### 「若い女くん」編
村田久美子（むらた くみこ）
本エピソードの債務者。OL。26歳。独身。長野県出身で実家の酒屋には結婚している妹がいる。
OL同士の見栄の張り合いで、ブランド品などを買い漁って多額の借金を重ねる。そこで丑嶋からも金を借りたために金利で首が回らなくなり、「ちはる」という源氏名で風俗で働くことになる。しかし、見栄の張り合いに虚しさを感じてOL派閥を抜けたため、制裁として売春行為を会社中に言いふらされ、退社を余儀なくされる。
これら度重なるストレスに耐えかね、最初はショッピングでウサを晴らしていたが、やがて風俗店同僚の由美子からもらったリタリンを乱用するようになる。さらには仕事の過程で多数の性感染症のキャリアとなり、HIVの疑いすらある身体となる。恋人のタカシにもその状況を打ち明けられないまま性交渉を繰り返し、無関係の彼にまで淋病を感染させてしまう。その後、薬の影響もあって心身ともに崩壊し、意味不明な言葉を呟きながら千円で体を売る最下級の街娼となる。そこでも、奇怪な佇まいから「妖怪人間ベラ」と呼ばれ、噂を聞きつけた不良たちに「妖怪退治」と称して理不尽な暴行に遭うなど、転落の一途を辿る。
最後は自分と同じような境遇の男性たちを自宅に集め、怪しげな集会を開いている場面で同エピソードは幕を閉じる。
ドラマ版では恋人の設定が読者モデルの健介という設定であり、彼がロシア漁での強制労働に従事することで、最終的に借金が帳消しになる。原作のような薬物の乱用、自我崩壊は起こしていない。
上原由美子（うえはら ゆみこ）
久美子が勤めた風俗店の同僚。源氏名は「リサ」。ストレスを抱える久美子に甘言を弄してリタリンを勧め、次第に値上げして金を搾り取っていく。実は彼女も『カウカウファイナンス』の「客」であり、久美子の動静を丑嶋に密告していた。見返りとして丑嶋に借金帳消しを頼むが、すげなく断られた。
タカシ
久美子の恋人。常に久美子に対して優しく接していたが、複数の性感染症を感染させられて心身ともに衰弱。それに対して久美子が弁明もせず麻薬に逃避する様に愛想が尽き果て、暴行を加えて別れた。

#### 「バイトくん」編
池田信彦（いけだ のぶひこ）
本エピソードの債務者。29才。専門学校を中退後、実家を出てアルバイトで生計を立てる。理想だけを追い続け、根拠無く自分を「天才」と評価し、周囲の人間を心中で見下しているが、バイトの同僚からは「30才近くにもなって全然仕事が出来ない」と陰で嘲笑されていた。パチスロにハマり、カウカウファイナンスから計200万円を借金する。最終的に親に100万円を肩代わりさせ、もう100万円を返済するために山奥のタコ部屋に送られる。そこで日給3000円の重労働に従事させられるが、作業の合間には一皮むけた笑顔を見せていた。

#### 「闇金狩りくん」編
森下タク（もりした タク）
本エピソードのキーパーソン。旅行代理店で働く優秀で社内での評価も高い青年だが、裏では、偽造した身分証明書を使って闇金から金を借りて返済しない「闇金狩り」グループのリーダーとして荒稼ぎしている。
友人などと共謀し闇金狩りをしていたが、丑嶋に捜索網を張られた結果、多額の借金を背負う。なお、あくまでも闇金狩りは「副業」として行っており、もっと人を集めて荒稼ぎしようとしたメンバーに対し、「欲をかくな」と釘をさしていたが、ドラマ版ではさらなる闇金狩りを躊躇うメンバーたちに対し、「今いい波が来てるんだ！」と焚きつけるという原作とは正反対の言動をしている。

#### 「ヤンキーくん」編
愛沢浩司（あいざわ こうじ）
本エピソードのキーパーソン。暴走族「愛沢連合」の頭。滑皮と同世代と思われ、昔は丑嶋の地元で「滑皮や鰐戸三蔵と共に逆らってはいけない一人」と言われていた。強盗や強姦、時に殺人までも辞さない凶悪な性格。
妻子持ちであるが、別姓で借金を重ねるための結婚であり愛情は一切無く、子供の本当の親も誰か分からない。「日本中のバカが集まる工業高校を中退している」と回想で語っており、知り合いに紹介された会社勤めも何一つ続かず、自身の唯一の誇りである「愛沢連合」の存続のため、猪背組の滑皮にケツ持ちを頼んでおり、代償として恐喝を受け負債に喘いでいる。
自身の単車を壊したマサルを半殺しにした上、借金させて慰謝料を支払わせるためにカウカウファイナンスに連れて行った。前述の滑皮からの恐喝によって困窮しており、マサルの仲間や助っ人の苅部一派といった不良少年を引き連れ、カウカウファイナンスへの強盗を目論む。柄崎と加納を負傷させ高田とマサルを拉致するが、マサルの機転によって失敗。最後は無断で持ち出した滑皮の拳銃で丑嶋を恐喝しようとするが、丑嶋の計略で熊倉と滑皮に鉢合わせさせられ、全ては水泡に。滑皮への負債と不始末を精算するために、保険金目当てで大型トラックに当たり屋をさせられる結末を迎える。
その後、「フリーエージェントくん」編では退院して町を歩いているところをマサルに目撃されるが、以前の覇気は無く、完全に心が折れているように見えたとのこと。
ヤクザや丑嶋にはまるで頭が上がらない小物だが、「悪役キングコンテスト」では強姦などの凶行を評価され6位。
鳩山大成（はとやま たいせい）
二代目猪背組々長。誕生日祝いに子分らから多大な付け届けを受け取っているが、愛人に夢中で全く意に介する様子がない。愛人のひとりレナは丑嶋の債務者である。若虎会々長の辞任を間近に玉突き式に若虎一家総長へと昇進することが噂されていた。
「ヤクザくん」編後に組長の座を降りたことが噂されるが、「ウシジマくん」編では組長の座に残っている。元は極貧家庭の出身であり、猪背組を弱者や被差別者の拠り所と見做す独特の任侠観を持っている。
吉田（よしだ）
パチンコ依存症の老婆。名前はドラマ版でつけられた。水道代も支払えないほどパチンコにハマっていて、『カウカウファイナンス』で借金をしている。刺身が好物らしく、いつも食べたがっている。高田にパチンコを辞めることを勧められるが「パチンコ辞めたら退屈で死んじゃうよォ!!」と返しており、辞める気はないらしい。
ドラマ版では一人息子がいて、その息子に以前金を貸していて、その金を返してもらうからと利息の支払いを延長してもらうが、結局はパチスロを打ちに行ってしまい千秋に激怒される。
タカシ&ミチコ
愛沢に目を付けられ、金と車を奪われた挙句に拉致され、高田・マサルと共にラブホテルに監禁されたカップル。ミチコは愛沢とその仲間たちに輪姦される。元々は拉致される次の日にタカシの両親にミチコを紹介する予定で、全く関係もないのに愛沢に監禁されたことになる。
マサルの機転で呼んだ警察に、愛沢の仲間たちが逮捕された際に助け出される。

#### 「ゲイくん」編
森下タカシ（もりした タカシ）
本エピソードの債務者。36才のゲイで、通称は「ジャニヲタ」。容貌は醜い。他のエピソードでも度々登場する。仕事をせず、神奈川県にある実家に寄生しており、ジャニーズ系の追っかけやパチスロなどで借金を重ねる。光GENJI世代。
小学校のころから「3クラス合同最下級人間コンテスト1位」といじめられており、中学校時代にはアチーブメントテストで学年最下位だった。そのことは同情を買うために無知で多感な10代のゲイとの売春の際によく話している。
一度自己破産をしているもその上でなお、丑嶋から借金をしている。マゾヒストで取り立ての電話をかけてきたマサルの罵声で性的に興奮する。借金のことで母親と喧嘩になり家を追い出され、ゆーちゃんの家に数日間泊めてもらい、さらに借金を肩代わりしてもらった。
ゆーちゃん
28歳のゲイ。カメラマン志望のフリーターで登録型の派遣業をしながら生計を立てている。森下とは友達。実家は茨城県。
撮影の仕事がなかなか入らず将来に不安を感じており、また、母親にゲイのことを打ち明けられず憂鬱な日々を暮らしていた。ある日カメラマンとしての仕事が入り込み張り切るが、カメラを誰かに盗まれてしまう。一度はジャニオタを疑うも、ジャニヲタが丑嶋に借金を返せなかったことから、犯人は別にいると確信。また、この時にジャニヲタの借金を肩代わりする羽目になる。最終的にはさまんさがカメラ盗みの犯人であると悟り、関係を絶っている。
さまんさ
25歳。容姿端麗で、ゲイバーのバーテンダーをしている。
一芸入試のある大学に在籍していた過去があり、その頃は小説家や俳優を目指していた。ゆーちゃんと同棲していた時期があり、その時は「コーちゃん」と名乗っていた。「さまんさ」という渾名は、ゲイバーの客が海外ドラマに出てくる登場人物から名付けた。
カメラを盗んだことをゆーちゃんから問い詰められるが、しらを切った。嫉妬深く、ゆーちゃんと付き合っていたのは、彼に対して常に優越感を感じることができるからだという説明がゆーちゃんの独白からなされている。
くまくん
ゲイ仲間の一人であり、毛深い。画家を自称しており、絵を収納する貸し倉庫を利用している。
ゲイであるゆえに子供を持てないためか子供に対する羨望がある。
貸し倉庫から痣だらけの衰弱した子供が発見されたことから、警察に逮捕されてしまうが、証拠不十分により釈放された。痣は子供の親が虐待で付けたものであり、遊びで隠れていた子供に気がつかずに、くまくんが倉庫に鍵をかけてしまったというのが事の真相。不注意で子供を閉じ込めてしまっていたことを泣きながら悔やんでいた。

#### 「ギャル汚くん」編
小川純（おがわ じゅん）
本エピソードの債務者。イベサー「バンプス」の代表。
サークル内の最年長者で、他メンバーからは「お父さん」と呼ばれている。
よく鼻水が出る。「にーっ」が口癖で、喜びや恐怖で感情が高ぶった時に発声。自信の無い自分へのコンプレックスからイベサーで成り上がろうとしている。
家族には両親と中学生くらいの妹がいるが、後述の借金のせいで絶縁されている。
一見周囲の人気者だが、実際の人望は皆無に等しい。
周囲への見栄の張り合いやバンプスのイベント資金を集めるため借金を重ね返済も滞っていたため、金融業界では既にブラックリスト化しており、闇金にしか借入先がない状態であった。その借金を帳消しにするため、荻野ら3人の女性達を誘い入れ、カウカウファイナンスからわざと借金をした上で丑嶋を恐喝で訴え、示談金を取ろうと画策する。しかし、柄崎と橋爪の連携により失敗し、さらに無心した金の債権もカウカウファイナンスに買い取られ、計675万円の借金を負う。
ラストはワインと蜂蜜を身体にかけられて樹海に放置され、匂いを嗅ぎつけた虫たちが身体中に群がるという描写で終わる。
イケメンゴレンジャイ
イベサー・バンプスの主力メンバー。春樹、隼人、ヒロ、勇人、尚也の5人で構成される。全員18歳で、現役高校生かつ受験生。
尚也を除く全員が金持ちの息子。代表であるジュンに対し、表面上丁寧語を交える程度で、内心では完全に見下している。また受験生という立場でありながら、ジュンの都合で連れまわされることに対して反発を抱いていた節もあった。
春樹はゴレンジャイのリーダー的存在であり、フラットな口調で喋る。
春樹（ハルキ）
イケメンゴレンジャイのメンバー。ゴレンジャイのリーダー的存在であり、ロン毛が特徴。
金持ちの生まれであることを鼻にかけ、庶民を徹底的に見下す不遜な性格の持ち主。加えて、尚也の悪行を認知していながら、被害者を気にもかけず鼻で笑い飛ばすという、その人間性すらも疑える一面がある。
バンプスの大規模イベントの際にはジュンを立てるような素振りを見せるも、イベント終了後は他のメンバーと共に見下ろした態度でバンプスの脱退を宣言し、ジュンを完全に見放した。
尚也（ナオヤ）
イケメンゴレンジャイのメンバー。
ゴレンジャイで唯一、庶民出身であるため、ホストやスカウトのバイトで生計を立てている。しかし、裏ではそのコネを使って地方から上京してきた女性を騙して悪質な強姦を繰り返し、AVや風俗に売って、その紹介料を稼ぐなど卑劣な行為を働いていた。それを嗅ぎつけた肉蝮に拉致され凄惨な拷問を受ける。最終的に歯の大半を抜き取られる重傷を負う。その後はジュンに助けられたものの入院し、パンプスのイベントも欠席を余儀なくされた。
警察に通報すれば、自らの所業および余罪がバレるだけでなく肉蝮の報復を受けかねない不利な立場に置かれたため、ジュンに警察には通報しないように嘆願した。
根岸裕太（ねぎし ゆうた）
ジュンの幼馴染。通称：ネッシー。
八王子の暴走族「駄威我蛙（タイガア）」の元メンバー。石塚から上半身にブラジャー型の根性焼きをされた痕がある。不良崩れにしては悪知恵が働き、柄崎から「小物だが油断できない」と評される。まいたんやジュンと組んで美人局をしており、ジュンに闇金業者から金を取る方法を教えた張本人でもある。
自分では思い通りにいかない世界に苛立つ性格がある一方で、まいたんの夢を語ったり、ジュンに「イベサーをやめるべきだ」、「お前は今、自分を見失っている。もっと自分を大事にしろ」と説教をする一面もある。ジュンはそのことを「中身の無い単なる受け売り」だと思っていたが、ジュンが周囲に軽んじられていることを的確に言い当てており、ある程度ジュンを思いやったものであったことも確かである。
肉蝮に脅されたジュンに密かに情報を売られており、肉蝮に襲われ金は全て奪われ意識不明になる。
まいたん
広島県出身の家出少女。16歳。
売春や美人局で金を稼ぎ、漫画喫茶やラブホテルで暮らす。ネッシーに懐いている。18歳になったら風俗嬢になることが夢。不特定多数の男性と無防備に性交渉を行っているため、多種類の性病に感染していると思われている。避妊薬の影響（本人談）で乳房を始めとする脂肪が硬化しつつあり、それを好む援助交際者からは評判が良いが、街の同世代の少女たちからは「エンコーまいたん」と呼ばれいじめられている。
肉蝮の襲撃を受けた重体のネッシーに付き添っており、丑嶋たちに追い詰められたジュンに最後の望みで電話に出るも、自分では何もできなかったことをジュンに打ち明けたが、その会話がジュンとの今生の別れになることを知る由もなかった。
なお、彼女の知り合いには、かつて肉蝮に強姦されたことのあるデリヘル嬢がおり、後にマサルはそのデリヘル嬢から情報を得て肉蝮と接触した。
石塚ミノル（いしづか ミノル）
八王子の暴走族「駄威我蛙（タイガア）」ヘッド。ヤクザの最末端に近い準構成員。丑嶋と同世代。周りの人間からは陰で「豚塚」と呼ばれている。
低い身長と太った体を持ち、通称の由来になっている。弱者には容赦がなく若者の間に噂が広まるほどの嗜虐主義者だが、強者とは衝突を避ける小心者。バンプスのバックについているため、ジュンから月五万円のみかじめ料を巻き上げている。ジュンが丑嶋たちに連れて行かれそうになった時に助けを求められ、嫌々ながら丑嶋に喧嘩を売るが全く相手にされず、ヤクザとの繋がりをアピールして虚勢を張るので精一杯だった。後の「ヤミ金くん」編にも中学時代の姿が登場。顎戸三蔵から激しい恐喝を受けており、大事にしているペットのハムスターの子供を殺されかけた上、上半身にブラジャー型の根性焼きをされた。
山脇（やまわき）
警視庁の刑事。
逮捕された丑嶋に闇金業者であることを白状させるため徹底した取り調べを行うが、黙秘権を行使される。その後、丑嶋の事務所にガサ入れを行うも、柄崎に事務所を移転させられ失敗した。
「フーゾクくん」編にも登場。相変わらず丑嶋を付け狙っている様子。
橋爪正男（はしづめ まさお）
逮捕された丑嶋が指名した弁護士。裏稼業の依頼も受けるが、リスクが高い分、高額の報酬をふっかける。闇金業者を犯罪者として敵視しているが、その実、依頼を受けた以上はやるべきことはきちんとこなすため、丑嶋に信頼されている。
荻野まさ美（おぎの まさみ）、山内かおる（やまうち かおる）、金子あすか（かねこ あすか）
ジュンと共謀して丑嶋を訴えた女性たち。荻野はダンサー志望のアルバイター、山内はフリーター、金子はデリヘル嬢。
当初聞き込みに来た橋爪をキツい態度で追い返すが、橋爪を尾行していた柄崎によりいずれも被害届を取り下げさせられた。
荻野は冒頭で丑嶋を警察に売った実行犯であり、彼女のダンス仲間に問い詰められて罪を自白している。

#### 「フーゾクくん」編
葉山陽子（はやま ようこ）
本エピソードの債務者。無知と押しの弱さで大量の高級商品を買わされ、消費者金融と闇金の違いを知らず『カウカウファイナンス』で借金をし、ホテヘル『エロリン派遣ガール』で働き返済をしている大学生。源氏名：モコ。当初は仕事に慣れなかったが、サービスの良さと元気な性格で人気を持つようになる。丑嶋には「上客」と認められ、大学の先輩である浅倉から恐喝された際に助けられている。借金返済と同時に店を辞め、ツチノコのタトゥーを彫り、恋人と共に生活を送る。
杏奈（あんな）
23歳のホテヘル嬢で、『エロリン派遣ガール』の元No.1で現No.2。美人だがサービスは悪く、最近は落ち目。2年前まで月収200万のフードルだった。堕胎経験あり。「-なのだ」が口癖。友人などには優しく、瑞樹が沼田から逃げるため店に寝泊りしていた時も自分の家で一緒に過ごすよう促していた。負債を負った芳則のために沖縄へ行き、裏風俗で働くことになる。最終話は彼女がモコに「また一緒に遊ぼう」とメールして終了となっている。
「逃亡者くん」編で再登場。沖縄に来た当時は魂が抜けたようになっていたが、いつの間にか裏風俗のNo.1になっていた。高良のどかと仲良くなり、親切ごかしに東京に一緒に行くように誘う。しかし、のどかを救おうとするマサルの妨害を受けた上（「フーゾクくん」編の時点で既に面識があり、その頃とは風貌が変わっていたものの杏奈はすぐに気づいた）、当人も最終的に非情に徹しきれなくなり、高良を「足手まとい」と突き放して一人で帰京。市場から立ち去る際、寂しげな表情を浮かべていた。
瑞樹（みずき）
『エロリン派遣ガール』のNo.1ホテヘル嬢。ゲップがよく出る。体型は太目だがサービスは上手く、毎日どうやったら売れるか熱心に研究している。「キモ客」と呼ばれる客を掴み、太客とし、経済的にパンクさせることも厭わない。特に彼女なりの上客については「エース」と名前をつけている。彼女に執着する過去の客である沼田から過去にストーキングされ、住所を特定して襲われたため、しばらくの間、同系列の別の店舗に寝泊まりする。恋人も友達もおらず、家族も頼りにならないため、預金残高だけが心の支えだったが、杏奈に悩みを相談されたことをきっかけに、杏奈やモコと親しくなる。
コインロッカーに隠していた3000万の貯蓄がある通帳を、同じ店で働くアサミに盗まれてしまう。そのショックから自暴自棄になり、禁止されている「本番行為」を客に勧めて金を稼ごうとし、店を解雇される。路頭に迷う最中、沼田が指名手配を受けているニュースをビルの大画面で目の当たりにして戦慄し、すれ違った丑嶋に「困ったら事務所（カウカウファイナンス）に来い」と言われて出番は終わる。
『闇金ウシジマくん外伝 らーめん滑皮さん』において、意外な形での再登場を果たす。
鷺咲（さぎさき）
消費者金融『さきざきローン』の社長。回収に手間取る社員に罰としてハンバーガー20個とチョコバーを10本食べさせたり、債務者である芳則に臓器を売ることを強要するなど、かなり鬼畜で残虐な性格。芳則に『カウカウファイナンス』の顧客名簿を盗むことを命じた張本人でもある。迫力を誇示する際、自らのジャケットの裏地を見せる奇妙な挙動をする。「悪役キングコンテスト」では4位。
蟹江（かにえ）
『さきざきローン』の従業員で、芳則と野村の上司。営業成績が悪い上に多重債務者である野村に対して厳しく叱咤する一方、自身も鷺咲に対して畏怖している。鷺咲のイジメによって、鱓ともども太ってしまった。
鱓（うつぼ）
『さきざきローン』の従業員で、蟹江の同僚。
芳則（よしのり）
杏奈の彼氏。働かずに杏奈の収入を目当てにしているヒモ。『カウカウファイナンス』の顧客名簿を盗むために『さきざきローン』からスパイとして送り込まれるが、結局露見する。「少し変わっているがいい人たちが揃う」と評する『カウカウファイナンス』で本気で働きたいと思っていた。丑嶋に正直にそのことを話すも、逆に「さぎざきローン」の顧客名簿を盗まされる羽目になり、結局解雇される。杏奈に暴行を加えるなどしていたが、最終的にこれ以上杏奈を不幸にしたくないと感じ、『さきざきローン』の負債を返すため自らの臓器を売りに中国に行くことになる。
野村（のむら）
『さきざきローン』の従業員で、芳則の同僚。短慮で小心な人物で債務者にも軽んじられている。それ故に営業成績が悪く、蟹江から叱咤されている。
彼自身も多重債務者であり、その返済を充てがうために闇金業界で働かされている模様。
丸山（まるやま）
厚木市在住。瑞樹のエース（常連客）。太めの体格で通称：雨男。服装のセンスは無く、瑞樹を1日指名した際には子供のように喜ぶなど精神的にも幼稚。介護が必要な父親と暮らしている。瑞樹に好意を寄せるあまり、1日指名を行ったりして170万円以上あった父の貯金を浪費してしまい、パンク寸前として瑞樹に切られ絶望する。その後は、自分と父のことを気にかけてくれたヘルパーの娘に思いを寄せるようになる。
「ゲイくん」編に登場する森下タカシの同級生。「最下位人間コンテスト」では2位であり、森下共々全裸でボクシングをさせられるなどしていじめられていた。瑞樹曰く「自分がイケてないことをわきまえている客で、安心して接することが出来るタイプだが、一歩間違えると沼田のようになる」と評されている。
沼田幸一（ぬまた こういち）
瑞樹曰く「池袋のエース」。瑞樹が池袋の店で働いていた時にパンクさせられ、いまだに彼女を探し回っているストーカー。34歳。瑞樹の仕事中の態度を彼女の本心だと妄信し執着し、SNSで瑞樹捜索日記を付けながら彼女を探し回る。
個人情報を調べ上げる能力に優れ、バイト先の同僚（男性）の住所さえ割り出した。特に瑞樹に対しては、シュレッダーにかけられた電話料金の請求書の端切れを補修するほどの執念を見せる。
最終的にファミレスのトイレで瑞樹を捕らえるが、丑嶋に一蹴された。その後、連続風俗嬢殺人の容疑者として指名手配される。
佐野ハジメ（さの ハジメ）
瑞樹の常連客の一人。31歳で、親と同居するアルバイター。アルバイトでの鬱憤を瑞樹や母親に晴らしていた。根拠もなく自分に自信を持っている。メール内での口癖は「サンキョー」
「タクシードライバーくん」編でも池上がメールを受け取った客として、メールだけの形で登場している。
村田（むらた）
瑞樹の常連客の1人。30代でありながらいまだ定職にも就かず、パチンコに明け暮れるフリーター。専門卒。
かつてのパチンコ仲間が皆就職していき、自身が取り残された現状を憂いているが、当人の向上意欲は皆無。
輝稀（てるき）
杏奈に営業をかけてきたホスト。当初は杏奈に警戒されていたが、次第に信用され杏奈にホストクラブで金を使わせるようになるが、後に杏奈に売り掛け金を踏み倒されて逃げられる。「サラリーマンくん編」にも登場し、它貫から「人間打ちっ放しゴルフ」の刑を受ける。
アサミ
「エロリン派遣ガール」で瑞樹の隣の部屋にいる同僚。髪を全く洗っていないためフケのかたまりが出来ている。ホストにハマっており、本来禁止されている本番行為を行って金を稼いでいる。瑞樹のことを内心では「豚」「デブ」などとバカにしている。偶然、瑞樹のコインロッカーの鍵を見つけ、その中にあった3000万円が入った通帳を盗み出し行方不明になる。
宇野（うの）
「エロリン派遣ガール」の従業員。不潔な風貌の醜男であり、「シシシ…」という不気味な愛想笑いをする。
路上生活者だったところを拾われる形で現職に雇われているものの仕事ぶりはかなり悪く、店長には解雇をちらつかされている。
浅倉（あさくら）
葉山陽子（モコ）の大学の先輩。無神経な性格で、兼ねてからモコにしつこく言い寄っているが、当のモコからは鬱陶しがられている。
中山からの情報でモコが風俗で働いていることを知り、それをネタにモコを脅迫する。しかし、丑嶋の助言を受けたモコから逆に自身の脅迫行為を警察に通報すると脅かされ、自らの不利を悟ってモコに付き纏わなくなる。
中山（なかやま）
モコの大学の先輩。出っ歯が特徴の醜男。気弱で主体性に欠けており、常に浅倉に付き従うようにして行動するが、その裏には卑劣な内面をうかがわせる。
風俗好きの友人からの伝手をきっかけにモコが風俗で働いていることを突き止め、浅倉にモコを脅すようにけしかけた。
麻紀（まき）
モコの大学の友人。浅倉に片思いしている。

#### 「フリーターくん」編
宇津井優一（うつい ゆういち）
本エピソードのキーパーソン。宇津井家の一人息子。35歳。相模原市在住。最終学歴は高卒。
両親と同居し、日雇い派遣とパチスロで金を稼いでは使い、一般の消費者金融で借金を重ね、そんな退廃的な自身の生活やその日起きた不快な出来事などを「鬱ブログ」というブログで記している。
自己中心的で幼稚且つ怠惰な性格の持ち主であり、社会常識も著しく欠如している。それ故、接した相手の大半からは強い悪印象を持たれており、親族からも前述の借金から母親共々縁を切りたがられる程。
生活費の件で母と喧嘩の上実家を勘当され、ネットカフェで生活の後、ゲストハウスに入居するも孤立。日雇い労働の中で椎間板ヘルニアを患ってしまったことでゲストハウスの部屋代を払うことができなくなり、果ては、不良少年たちにお金を盗られ殺されかけたことで、両親に電話で謝ろうとした際に母が倒れたことを知らされる。命辛々母の入院する病院へ行き、両親と和解。その後、搾取されながら丑嶋に縋り続ける両親の悲惨な姿に痛嘆し、丑嶋に啖呵を切りながら両親を自分が守ると宣言。その成長ぶりに丑嶋から興味を持たれ、借金を現実的な利息に軽減される。
自己破産後は訪問介護の仕事やパン工場の夜勤で堅実に借金を返済していき、これまでのような稚拙な振る舞いも無く、寧ろ勤勉で人当たりのよい性格になるなど、人間的にも大きく成長。皮肉にも、自己破産して家を奪われた後の方が家族仲も良くなり、幸せな生活を送ることになった。
宇津井美津子（うつい みつこ）
本エピソードの債務者。優一の母。好物は団子と落花生。早期退職に無断で応じた夫や、無気力な無職である上にギャンブル狂な一人息子に愛想を尽かしており、家族間の交流はほぼ皆無に近い。だが、自身も後述のように借金のリスクがある行為に安易に手を出すなど、息子同様に短慮な一面が見受けられる。
家族が当てにならない状況の中で、自分がなんとかしなければいけないというプレッシャーから株の信用取引に手を出すも、追証が原因で借金をしてしまう。さらに丑嶋と樺谷の策略に乗せられ借金が莫大な金額まで膨れ上がる。親族に借金の申し込みをするもにべもなく断られた上に見放され、結局は自身の母親を道連れにする形で金を作るも、丑嶋のペーパーカンパニーによる支払督促を受けた裁判所からの特別送達を優一が渡し忘れていたために異議の申し立てが出来ず、財産も家も全て取り上げられた。破産後は何もかも失ったショックから心理的な過労で倒れるがそれをきっかけで優一と和解。その後は自身が徴収されているだけに過ぎないことを薄々理解しながらも、必死に丑嶋を肯定的に考えながら縋る毎日を送っていたが、その丑嶋に対して優一が家族を守ると啖呵を切った際には、憑き物が取れるかのように感涙を流した。
宇津井優作（うつい ゆうさく）
優一の父。サラリーマンだったが、早期退職を妻に無断で行ったことから仲が険悪になり、日中は公園で時間を潰していた。典型的な仕事人間で優一の育児は妻に任せきりだった。しかし、自己破産後は再奮起し、スーパーマーケットでパートを始め、今までの愚行を詫びる優一に「過ぎたことはどうしようもない、大切なのはこれからだ」と諭すなど、父親らしさを見せた。
優一の祖母
本名不明。優一の母方の祖母で、彼からは「大好きなおばあちゃん」と慕われている。美津子の借金のために家を失い、優一たちと同居することになる。高齢もあってやや認知症が進行しており、著しい記憶の混乱が見られるも、家族と一緒に生活ができるようになったことで笑顔を見せていた。
樺谷（かばや）
丑嶋の知人で株式売買詐欺師。発売前の週刊誌のスクープを入手していたりする情報通。偽名を使う時は「樺野」と名乗る。日本橋人形町が好きらしい。
「フリーエージェントくん」編では天生翔が愛人に預けており、再起の資金と話題作りに使うはずだった2億円を愛人から騙し取り、天生に間接的にとどめを刺していた。
木都根（きつね）
大勝証券の営業マンで樺谷の知人。樺谷から紹介され美津子の前で株を購入したように見せるが、実際は何も買わず伝票だけを捏造していた。樺谷や丑嶋に比べると堅気の仕事についているためか小心で、詐欺がばれることや警察沙汰や裁判沙汰になることを恐れていた。
栄枝英一（さかえだ えいいち）
没落した宇津井家を追い出された優一が「法テラス」で自己破産について相談した弁護士。
万一途中で逃げ出されないために住所不定の債務者を受け入れないなどの保身の欲求もあるが、それ以外は業務に忠実な人間で、この期に及んでも自分に不都合なことを屁理屈や愛想笑いで誤魔化そうとする優一を一喝し『破産は更生のためにある』と強調する。
優一には闇金の対処法についても教えるが、彼に対して「借り手が闇金をべったり信頼している限り解決しない」と釘も指しており、優一が精神的に成長する大きな後押しとなった。
幸（さち）
宇津井家を追い出された優一が身を寄せたゲストハウスのオーナーの愛人で、美人であるために優一は恋心を抱く。
飄々としてつかみどころのない性格で、優一を『どうして坊や』と呼んだのは彼女。その一方、ゲストハウスにいるニートを受け入れたりする包容力をもつ。
橋本（はしもと）
優一の小学校時代の同級生で中学からは私立中学に通っている。大卒のサラリーマン、所帯持ちで息子が二人いる。優一ととあるショッピングモールのフードコートで偶然再会する。初めは優一との再会を素直に喜んでいたが、自堕落な生活を送りながらも見苦しい自己弁護や卑屈な言動を繰り返したり、真面目に生きている人間を負け惜しみ同然に蔑もうとする彼の幼稚な態度に呆れて愛想を尽かし、優一が去った後、彼のことを「大人子供（フリークス）」「自分を守るのに必死なお子ちゃま」と散々扱き下ろす。去った宇津井は小学校の同級生とも大きな差をつけられたことを認識し、自信だけを欲しがりながら慟哭した。
しかし自身も金銭的に余裕がなく、妻には頭が上がらずに尻に敷かれるなど、決して幸せとは言い難い生活を強いられている。
橋本結花（はしもと ゆか）
橋本の妻。宇津井や橋本の小学校時代からの同級生で、宇津井の初恋相手でもある。旧姓は水野。
産後太った体格に変わっており、再会した優一から出会い頭に失礼極まりない言葉を吐かれたことを根に持ち、夫と共に優一を扱き下ろす。

#### 「サラリーマンくん」編
小堀豊（こぼり ゆたか）
本エピソードのキーパーソン。医療機器メーカーの営業職。33才。妻と二人の子供がいる。温厚篤実で人に分け隔てなく接する誠実な性格。仕事でも理解ある上司のもとで顧客からも評判が良かったが、東京に転勤して陰湿な上司の志村の下についてからはなかなか成績を上げられず、様々な嫌がらせを受けるなどパワーハラスメントを繰り返され、後輩からもバカにされている。激務の中で次第に家族関係にも亀裂が生じはじめ、仕事の不調と相まって先の見えぬ日々に強いストレスを溜め込んでいた。大声で奇声を上げてストレスを発散する癖がある。学生時代はカメラサークルに所属しており、エピソードの中でも携帯のカメラで風景を撮影するシーンや、結子や板橋の写真を引き伸ばしたアルバムが登場する。
知らぬ間に同僚であった板橋の詐欺に巻き込まれたことで心身ともに限界に達し、自律神経失調症で休職を余儀なくされる。一時はこのまま辞職、離婚して、全てを清算することも考えるが、この間に家族との絆を取り戻し、営業先でも非常に好かれ、信頼されていたことが判明。板橋との付き合いで一時、悪い遊びを覚えつつも、完治後は小堀を見直した同僚たちの後押しで無事に職場復帰し、上司である志村も一応はパワハラをやめたことで、周りを取り巻く環境が改善される。しかしながら一度覚えてしまった闇スロットやサラ金からの借金は継続しており、今後に不安も残す形となっている。
小堀結子（こぼり ゆうこ）
小堀の妻。31才。専業主婦で創（そう・5才）と由花（ゆか・0才）の母。夫や板橋とは学生時代からの付き合い。思ったことを遠慮なく口にするが、家事はほぼ完璧にこなす。夫は仕事ばかりで家庭を顧みないと思い込み離婚を考えるが、自宅療養をきっかけに、夫が職場で相当辛い目に遭っていたことを知り、関係が修復する。
板橋清（いたばし きよし）
本エピソードの債務者。33才。独身。小堀と同じ会社の同期だが、別の事業所に勤務。元は優秀な営業マンだったが、VIP顧客の医師から勧められ、その医師に気に入られるために行った株投資で失敗し、多額の借金を抱えたことを契機に、仕事も私生活も上手くいかなくなる。
自らの不逞のために取引先の病院から出禁にされ、事務所の机でただ時を過ごすこと（いわゆる「追い出し部屋勤務」）を強いられるほどに居場所が無く、直属の上司からは自主退社を迫られ、退職する社員が用意した差し入れも一人だけ貰えず、送別会にも誘われない有様である。
学生時代からの親友の間柄である小堀から度々金を借りているが、その返済の催促には激しい屈辱と逆恨みを募らせている。自身のストレスが溜まった時には、駅員やコンビニ店員など、立場の弱い者に罵倒するなどし、それにより余計に周囲から嫌われている。
丑嶋に持ちかけられた金融詐欺の連帯保証人に指定するために、小堀の印鑑と免許証を盗み出し、借金地獄に引きずり込んだ。その後、詐欺の失敗で它貫に損害を与えたため、ロシアン・マフィアの漁船に売られるか、小堀を勤務先相手の取り込み詐欺に加担させるよう丑嶋に迫られる。しかし小堀との会話を通して自身の行いを悔い、今までの自分と決別し、自ら責任を取ることを決意。丑嶋の車に乗せられ、オホーツク方面に消息を絶つ。
しおり
出会いカフェの女性。板橋と小堀のお気に入り。板橋に頼まれて小堀の免許証を盗んだこともあるが、小堀にやや好意的で「元気になるツボ」と言って指圧をしたこともあった。療養復帰後の小堀が医師・看護士の労連集会に参加した時、彼女にそっくりな看護師を発見したが、その女性は「駒込ユカリ」と名乗っていた。
志村（しむら）
小堀の上司。粘着質で部下からの評価も低い。小堀への集中的なパワーハラスメントにより彼の能力を削ぎ、追い詰めた。
小堀が倒れたことでこれまで彼に行ってきた嫌がらせが周囲に発覚するが、懲戒処分こそ免れたようで小堀が復帰した後はパワハラを止めて露骨に気を使うなど表向きには態度を改めたように振る舞っているが、裏では小堀に丁重に接しなければいけないことへの不満を呟くなど、本質的には改心していない。
戸越銀二（とごし ぎんじ）
小堀の後輩。やり手で成績はトップで志村からも大きく買われているが、「権力の無いドクターには冷たい」と看護師に陰口を叩かれていたり、事故で交通が止まったことについて暴言を吐いたことで広尾から咎められるなど、精神的には未熟な部分もある。
自分の上司である志村にパワハラをされる小堀を軽視していたが、休職中に小堀が取引先から非常に高く評価されていたことを知り考えを改め、小堀に復帰を後押しする激励のメールを送った。その後も小堀と定期的に飲むなど良好な関係になる。
田端（たばた）
派遣社員の若い女性。戸越に好意を寄せるが、同僚とのトラブルを避けるために小堀の名前を出す。
小堀からは仕事を助けてもらったり、落ち込んでいる時に声を掛けてもらうなど親切にしてもらうが、戸越との飲み会に小堀を誘って会計をさせるなど、小堀の善意を利用する。一方では小堀が休職した際には、小堀を嘲る同僚たちを戸越と共に複雑な面持ちで見つめていた。
広尾 （ひろお）
小堀の営業先の若い医師。機嫌が悪かった時、些細な遅刻で小堀との取引停止をほのめかすなど横柄な態度が目立ったが、それにめげない小堀の実直さを認めて好意を抱き、取引を重ねるようになる。戸越が事故で交通が止まった時に暴言を吐いた際には、小堀と比較した上でその態度を説諭した。
它貫（たぬき）
暴力団組長。売り掛けの回収に手間取るホストの輝稀を「人間打ちっ放しゴルフ」の刑にしたり、重要な金融ルートを潰した板橋を本気でビルから落とそうとしたりと、凶悪で残忍な武闘派ヤクザ。丑嶋からも容赦なくケジメを取らそうとするなどのインパクトで、登場間もなくして『週刊スピリッツ』公募の「悪役キングコンテスト」で3位を獲得する。ロシアン・マフィアとの繋がりがあり、最終的に板橋をオホーツク方面の遠洋漁業に売り飛ばす。

#### 「タクシードライバーくん」編
足立（あだち）
本エピソードの債務者。中年のタクシードライバー。
『カウカウファイナンス』に対し、十数万円ほど借金を抱えている。大晦日に和子を轢いてしまい、事故の発覚を恐れて彼女をトランクに隠し、山奥へ遺棄しようとする。しかし、和子が大金を持っていた理由を知ったことで自首を決意。トランクを開けたところ、彼女が生きていたことが判明し、ある意味では救われた結末を迎えた。
池上和子（いけがみ かずこ）
本エピソードのキーパーソン。水商売風の若い女。東京へ出稼ぎに来ていたらしく、実家に幼い息子を預けている。
大晦日、足立の運転するタクシーに轢かれ、所持していた大金を奪われ遺棄されそうになる。しかし、幸いにも軽症で済んだのか、後に目を覚ました。
後述の「スーパータクシーくん」編にも登場しており、相変わらず出稼ぎ中らしい。

#### 「出会いカフェくん」編
鈴木美來（すずき みこ）
本エピソードの債務者。高校卒業後、母親が働くスナックでバイトしながら生活を送る美女。パチンコ依存症の実母と義父、異父弟との4人暮らし。情に篤く、思い切りも良い。母親がカウカウファイナンスで借金をした影響から丑嶋と出会う。金に困り、親友の一人である冬美からお茶をするだけでお金が貰えるという紹介を受けて「Me」という偽名を名乗って「出会いカフェ」に通うようになるが、決して身体は売らず、客と食事やカラオケに行くだけのやり方を、性交目的の多くの客から非難される。アキトとは幼馴染だが、恋人のようにも見える仲。JPとは中学時代の恋人だが、彼の女にだらしない性格を嫌い別れた。メールの文体はいわゆる「ギャル文字」であり、丑嶋へも友人たちと同様の文体でメールを送り「読みづらい」と言われながらも金を借りた。ニューリッチとの勝負後はファミレスのバイトを始め、その金で丑嶋に返済していた。
実写映画版では小川純の幼馴染となっており（「ギャル汚くん」編と、「出会いカフェくん」編が一つのストーリーに纏められている）、またジュンの周囲の人間の中で唯一彼を尊敬している。
冬美（ふゆみ）
美來の親友の一人。彼女曰く「損得でしか物事を考えない」タイプの人間。「出会いカフェ」では売春目的で通い金を得ている。身体は売るがキスはしないなどの自分なりのポリシーを持っている。中学時代から売春を行ったりしていたため、友人から陰では蔑まれていた。彼女自身、様々な悩みや不安を抱えているが、親と環境に責任転嫁し堕ちていった。ニューリッチとの勝負をしていた美來に20万円を貸す約束をし、結果的に美來とJPを救う。
JP（ジェイピー）
本名は「純平」（フルネームは不明）。少年院帰り。美來の元恋人。粗暴な男であり、美來と仲良くしていたアキトの背中に「焼肉定食」などと彫ることでアキトと美來が関係を持たないようにしていた。友達を苛めたホストに全治3ヶ月のケガを負わせ、暴力団に入るか3000万円払うかをヤクザの先輩に迫られていた。ニューリッチとの勝負に体を張って自分を助けてくれた美來に感謝の言葉を残し、ニューリッチと思われる四人組をナイフで刺し少年院に戻る。
アキト
美來の幼馴染。留年しているため、高校3年生。誠実で優しい性格。過去に美來と仲良くしていたことに嫉妬したJPに背中に文字を彫られていた。
ニューリッチ
「彼等」と呼ばれる、ガイコツのマスクで顔を隠した四人組。
若年ながら金融資産50億円以上を保有しており、一泊80万円するスイートルームに宿泊し、ホテルのケータリングサービスを躊躇いなく頼めるなどの羽振りの良さを見せているが、いわゆる成金のため本物の上流階級からは相手にされず、その鬱憤から大金で人の人生や大事な物を賭けさせるゲームを楽しんでいる。
美來の友達5人に「20万貸してほしい」というメールを送り、もし、その約束が一人でも来たら2000万円、来なかったら美來に代理出産させ、更にJPの両目を潰すというゲームをした。
K
出会いカフェでバイトをしていた美來についた客の一人。本名不明。太った体と日に焼けた肌、そして非常に趣味の悪い服装で、JPからは「黒豚」と呼ばれている。美來をニューリッチに紹介した人物。ニューリッチとの勝負に一度は負けて上の全ての歯を失い入れ歯になるも、下の歯を賭けて1, 000万円を獲得した。
事件後、美來たちの姿を見るも何も言わず去っていく。

#### 「スーパータクシーくん」編
諸星信也（もろぼし しんや）
本エピソードの債務者。KYタクシー乗務員。41歳のバツイチ。元ホスト。日焼けした肌と尻顎が特徴。極度のナルシストかつ女好きで、借金してまで度々、買春を行っている。
以前に暴力団に莫大な借金をしたことが原因でホストを辞めざるを得なくなり、借り入れ先の暴力団員である根杜実に妻と娘を取り上げられる。現在も元妻の美沙からは1億円の慰謝料を請求されており、娘の沙耶とはほとんど会うことが出来ずにいる。
今井から「闇金融からの借金を踏み倒せば世の中の悪人退治」になるとそそのかされ、相保証として『カウカウファイナンス』から借金をするが、最終的には相保証となっていた今井と新庄が逃げたため、合計30万円を返済する羽目になる。そして根杜から、報酬金と引き換えに浦安にあるネズミーランドで娘を渡すよう命令される。さらに今井に児童買春という弱みを握られたため、借金を踏み倒すことも警察に逃げることも出来ず、娘を助けたい一心で丑嶋に借金を願い出るも、自身の売春行為を棚上げしていることを指摘されて突っぱねられた。娘を乗せたタクシーの中で苦悩する。「楽園くん」編にも一コマだけ登場している。
今井（いまい）
KYタクシー乗務員。老けて見えるが信也と同じ41才。自堕落な性格で営業成績が悪く、常に所長に説教されている。競馬や水商売の女性へのプレゼントに散財し、『カウカウファイナンス』に多額の借金をしている。借金返済のために偽装結婚まで行い、戸籍上はマレーシア人の妻がいるが、ほとんど接触は無い。衝突事故を起こし、入院先で丑嶋に信也の弱みを握るよう脅される。
木村（きむら）
KYタクシー乗務員。通称：キムさん。妻子持ちで、子供の成長を生き甲斐としている。若者向けのファッションを着こなす。リーダーシップに富んだ人物で、同僚から慕われている。過去には会社を経営していたが、不景気のため倒産。その時に従業員を守れなかったことが心残りとなっている。そのためか非常に義理堅い性格で、行き詰った新庄を積極的にアドバイスするなど面倒見も良い。新庄の借金をチャラにしてくれるよう丑嶋に直接頼んだが、聞き入れてもらえなかった。
新庄（しんじょう）
KYタクシー乗務員。他業種から転職してきたばかりの新人。妻子持ち。信也たちを見下していたが、後に飲み仲間になる。当初は仕事は順調だったが、徐々に行き詰っていき、信也に騙され『カウカウファイナンス』で借金をする。木村にアドバイスされるも、横柄な客とトラブルを起こし、スパナで殴り会社をクビになり、その後失踪する。
佐々木美沙（ささき みさ）
信也の元妻。高校卒業後すぐに蒲田でキャバクラ勤めを始め、そこで知り合った信也と18歳でできちゃった結婚をするも離婚。沙耶の親権は彼女が握っており、現在では根杜と同棲している。信也との娘・沙耶を盾に、信也から慰謝料や養育費などの名目で金をせびっている。一方、自身も根杜からのDVに恐れているような節をうかがわせ、信也のホスト時代の借金が根杜との接点の切っ掛けであることからも、弱みを握られ支配されていると見られる。
佐々木沙耶（ささき さや）
信也と美沙の娘。現在は美沙とその愛人・根杜と暮らしているが折り合いが悪く、家を出てタクシーを拾っては、初乗り料金の710円で行ける距離の適当な場所で降りることを繰り返していた。そのためタクシー乗務員の間では「710円童子（しちてんどうじ）」と呼ばれていた。大人に対し常に不信感を持つ態度をとる。
根杜実（ねづ みのる）
美沙と同棲しているヤクザ。信也がホスト時代に借金をしていた暴力団に所属している。美沙をそそのかし、沙耶に「モデルデビュー」と称して売春を強要する（性的虐待も行っていた節がある）。顔に大きな傷痕がある。
新入り時代、自身の所属する組で借金をしていた信也の見張りを4年に渡り命じられていたが、彼に脱走される失態を犯し制裁を受けた過去がある。そのため、信也に強い恨みを抱いている。
薄本（はくもと）
KYタクシー乗務員。ギョロ目が特徴。金に困った同僚に1月6分の利息で金を貸している。「貸した金を返してもらっていない」との理由で今井の見舞金を出さず、生活に困窮した諸星からの借金の申し出を断るなど、性格はシビア。

#### 「テレクラくん」編
吉永美代子（よしなが みよこ）
本エピソードの債務者。都営団地で暮らす。42才。自己破産者。行きつけのパチンコ屋では「ギャル代」というニックネームで呼ばれている。
一応定職はあり、スーパーでパート従業員として勤務するも、無断欠勤を頻繁に行う、監視カメラの死角を利用して商品の弁当を万引きする、レジを打っても他のレジに向かわれるくらいに客に嫌悪されるなど、勤務態度や素行は非常に悪い。当然ながらまともな収入は無く、テレクラで売春してはパチンコで散財する悲壮な毎日を送る。
野村に貢ぐ金欲しさに娘に親子売春・3Pを強要するようになる。最後は美奈にも見捨てられ、1回1,000円で売春するホームレスにまで転落する。最後は肉まんまと同じくカポジ肉腫らしき吹き出物が描かれている。少なくとも2回の離婚歴がある。
吉永美奈（よしなが みな）
美代子の娘。18歳。うつ病の薬を服用している。自分に無関心な上、社会常識もない母・美代子に嫌気が差して家出し、ネットカフェに寝泊りしている。
母同様にテレクラ売春で糊口を凌いでいるが、母親に似ず美人でスタイルも良い。部屋を借りるための7万円欲しさに、杉本相手の親子売春をしたことから、母に寄生される。
丑嶋に美代子の借金を肩代わりさせられそうになるが、拒絶して母親を見捨てる。後に支援団体の援助を受けて福祉住宅に入居し、母が勤務していたスーパーでパートを行い、定職を持つなど自力で生活を再建する。
杉本学（すぎもと まなぶ）
変装してテレクラで女漁りをする小学校教師。美奈に親子売春を持ちかける。モンスターペアレントや問題児への対応に苦しめられながらも耐えていたが、美代子の脅迫や問題児たちの悪質な嫌がらせに追い詰められ、問題児を殴りクビになる。美奈に自分はHIVキャリアだと告げたが、真偽は不明。美奈に本気で惚れていた模様。
野村（のむら）
美代子の売春相手。後に情夫となる。ホステスに貢ぐため、妻子持ちだが美代子には離婚していると言い金づるにする。結局は美奈によって正体を暴かれ、美代子に貢がせていた金を全額返済することになった。家庭では妻や息子を思いやっている様子。
肉まんま（にくまんま）
美代子のパチンコ仲間。本名は不明。元・風俗嬢。自称「29歳とサバを読んでいる32歳」だが、肥満体で不潔っぽいため、40代のような外見をしている。美代子同様、売春で生計を立てている。昔は羽振りが良かったらしく、ホストクラブで一晩200万使ったこともあったと語る。

#### 「楽園くん」編
中田広道（なかた ひろみち）
本エピソードの債務者。原宿でファッション誌「デザート」の読者モデルを目指す青年。19歳。自らの姓をもじって「センターT」と名乗る。他人からの評価に流されやすく、打たれ弱い一面も持つ。服飾系の専門学校を中退し、ラブホテルでバイトしている。自身の空虚感から、ファッションで名を上げ街の「主人公」となり、読者モデルのカリスマ的存在「オサレ皇帝（エンペラー）」になることを夢見ている。
ひょんなことから「オサレ皇帝」のG10に目を付けられ、ファッションに磨きをかけるためにG10や飯匙倩にそそのかされ、徐々に悪事に手を染めるようになる。
危ない橋を渡りつつも、資金が充実したことで服を買い漁りオサレ皇帝の座を掴む。しかし自身の20歳の誕生パーティーを開催するころには、麻薬売買や読者モデルの女子を売り渡していることなどがネット上で噂されており、誕生パーティーには誰一人、集まらなかった。
その後はG10のアドバイスによってセレクトショップの経営を決意するものの、G10に開設費を持ち逃げされ、与主である飯匙倩に殺されかけるが、キミノリ（と丑嶋）に救われる。
最後はキミノリと将来の展望を語り合う場面で終わる。一見するとハッピーエンドに見えるが、実際にはパピコのタレコミによって覚醒剤売買で逮捕状が発行され、それが表に出ないよう飯匙倩に再度その身柄を押さえられたことが丑嶋と戌亥の会話にて判明しており、口封じとして飯匙倩に殺害された可能性が示唆されている。
森田キミノリ（もりた キミノリ）
中田とルームシェアで同居している青年。服のショップ店員。ファッションにのめり込む中田を冷ややかな目で見ているが、本心では友達として気にかけている。G10を「嘘くさい」との理由で嫌う。自分で料理をし、弁当を職場に持って行くなどの節約をしている。タレント養成の私立高校に通っていた際、目的（夢）のために多くの友人を裏切ってきた過去を後悔しており、ルームシェアしている中田を親友として大切にしている。中田の窮地を救うため、勤めるショップの裏帳簿を担保に丑嶋から金を借りる。
最終的に中田と共に将来を語り合うシーンで出番を終えるが、実際には裏帳簿の持ち出しに憤慨したショップオーナーが差し向けたヤクザにさらわれたことが戌亥の口から明らかになっており、中田同様に直接的な明言は避けられているものの死亡している可能性がある。その末路は「切るべき友人を助けようとした結果、その友人諸共に破滅する」という、タレント養成校時代の罪滅ぼしをしていた彼にとって皮肉なものであった。
田川ジュンヤ（たがわ ジュンヤ）
千葉から自転車で原宿に通う小柄な高校生。中田からは「田舎者」と呼ばれている。いじめに遭っており、クラスの連中を見返すために読者モデルを目指す。不良中学生に恐喝されたり、中田に10万円する自転車を盗まれたりと散々な目に遭うが、死んだ父親の保険金を元に整形手術をして美少年となり、次期「オサレ皇帝」となる。整形してからは自信の表れか、中田の前でも余裕ある態度を取る。整形前と比べて服選びのセンスも向上したようで、一時期は中田をも凌ぐ勢いを見せるものの、総合順位では3位どまりに終わる。また、自分の自転車を盗んだのが中田であることを知り、自分をいじめていた不良中学生たちを雇って復讐しようとするも、逆に中田のバックにつく飯匙倩に叩きのめされる。
その後、不良中学生たちに腹いせで殴られて顔貌が崩れ、読者モデルとしてやっていくことにも空しさを感じ、進路変更で進学塾に通おうとする。しかし、父の遺産は整形や服で散財したことで底をついており、母親を口論の末に金属バットで生死不明の重態にして消息を絶つ。
パピコとも関係を持っており、中田にパピコを妊娠させたと嘘をついている。
パピコ
読者モデル。本名は不明。本業はカフェの店員。その美しい容姿とファッションセンスに読者モデルを目指していた中田が憧れていた女性。「DRAGON BALL」のキャラのモノマネが上手い。幼い頃から家庭内で母に誉められた記憶が無いせいか自尊心が低く、いい男に誘われると、なし崩し的に性交渉まで持ってしまう癖がある。中田とは仲良くなるが、その一方で田川とも関係を持ってしまい、それを知った中田により小野に売られ薬物中毒に陥る。後に警察に駆け込んで中田の名前を出し、彼の破滅の原因となる。
G10（ゴト）
ファッション誌「デザート」の読者モデルのカリスマ「オサレ皇帝」の一人。本名は「後藤」（フルネームは不明）。ハットにサングラス、長髪に頭の中央部分を刈り上げた逆モヒカンが特徴。他人を「U」と呼んだり、口癖に「ポーッ」と言ったりするなど独特の喋り方をする。「他人に嘘はつくが自分に嘘はつかない」がポリシー。オサレ皇帝を目指す中田に対してアドバイスを与えるも、その一方で様々な悪事へ加担させてゆく。
「オサレ皇帝」と称され、強いオーラを発するため若者たちには崇敬の対象となる存在だが、その正体は悪質な犯罪者であり、中田を始め数人の若者にショップ経営の話を持ちかけ、借金させて得た金を騙し取るという詐欺を行っていた。中田たちから騙した金で愛人とカナダへ国外逃亡を計るも、飯匙倩の舎弟である青田にいち早く逃亡先を特定されたため、逃げきれず空港で飯匙倩に取り押さえられる。最期は飯匙倩に拷問の末に殺害され、死体を山中に埋められた。
イッセイ
「オサレ皇帝」の一人。本業は美容師。28歳。中田と初めて会った際は「ウザい」と嫌悪感を露にするが、彼がオサレ皇帝となってから再会した際には、若くしてオサレ皇帝になった彼に興味を持ったためか、「それは『ウザキャラ』として居場所を作ってやろうとしていた」などと語る。ファッションに関しては信念を持っている。大学生の「オサレ皇帝」である高橋とジュンには「おっさん」「説教くさい」などと陰口を叩かれている。
キクチ
「オサレ皇帝」の一人で、六本木にある高級クラブ「パラダイスギャラクシアン」の店長を務める。自らの店を「需要と供給のバランスをスムーズに取る潤滑油」と称する。中田曰く「キミノリに似ている」。
高橋（たかはし）・ジュン
共に「オサレ皇帝」で、大学生。「一生ニートでいたい」などと言い合うなど、軽薄な言動が目立つ。どちらもパピコと性的関係を持っており「妊娠したら腹パンチすればいい」と発言している。
小野（おの）
大手通販サイト「グータラ」の社長。キクチの店の常連。G10や中田を介して覚醒剤を手に入れたり、アイドルや読者モデルをはべらせていたが、キクチからは「学生時代虐められ、金を手にしてから遊びを覚えた人間」の典型例として扱いやすい人種と認識されている。
「フリーエージェントくん」でも、天生翔に儲け話を持ち込む存在として名前だけ登場する。
ノブ
中田と同じラブホテルの従業員。就職氷河期世代で、これまでの人生でかなり苦労しており、強い安定志向を持つ。自らを警部、中田を巡査と呼び、ホテル業務を警察の捜査に例えるなどふざけている一面もあるが、仕事にはそれなりのポリシーを持って真面目にこなしており、当初は中田から敬意を持たれていた。しかし、陰惨な自分語りをしながらファミレスでガムシロップを盗むなど、徐々に卑しさを見せるようになり、軽蔑されていく。
物語中盤でホテルを解雇され、路頭に迷い漫画喫茶で生活していたところ、中田にはした金で裏稼業の片棒を担がされる。逆に中田を強請って小遣いをせしめるなどの強かさも見せるが、中田が飯匙倩に拘束されたために再び路頭に迷い、最後はおにぎりを買う金にも困窮。手持ちの最後の金で包丁を購入し、老婆から金を脅し取ろうとしたところを現行犯逮捕された。

#### 「ヤミ金くん」編
竹本優希（たけもと ゆうき）
本エピソードの債務者。丑嶋の中学時代のクラスメイトで、親友。丑嶋のことを「カオルちゃん」と呼ぶ。中学時代、柄崎がクラスメイト全員を引き連れて行った転校生・丑嶋への集団リンチに唯一参加せず、罰として鉄拳制裁を受けるも、全く気にする様子を見せなかった。また、丑嶋の母が大切にしていたウサギを、とある事情で丑嶋から預かって世話をしており、これらの振る舞いは当時、孤立していた丑嶋にとって救いとなっていた。中学在学当時は学年首席の優等生であり、大学生の時に起業し成功を収めるも、今は日雇い派遣の仕事で生計を立てている。この作品では珍しく善人であるが、良い意味で人間らしさや我欲といったものに欠けており、誰に対しても分け隔てなく慈愛に満ちた優しさと飄々とした態度で接する「聖人君子のような人物」。
ホームレス生活をしていたところを二郎に連れられ、悪徳貧困ビジネス『誠愛の家』に入居することになるが、そこでも善行をとり続け周囲に呆れられている。
ヤサ男な風貌とは裏腹に非常に肝が据わっており、どのような状況であっても狼狽することはない。鰐戸三兄弟に対しても彼だけが積極的に意見をし、三蔵の恫喝にも一切動じず、甲本が鰐戸兄弟に竹本の指を折るよう命令された時も、自ら指を差し出すなど信念には一片の迷いも無い。本編において最後まで自分の信念を貫き、誠愛の家の関係者全員の負債（ケジメ）を一人で抱え、丑嶋自身の手によって劣悪な労働施設に飛ばされた。
本編にはそれ以降は登場していないが、最終章「ウシジマくん」の回想において没落する以前の彼が登場する。社長令息であり、大学一年生の時に父親から、「時給を貰うバイトから得るものは無い」と言われ、1000万円を資金提供され、それを元手に地元の先輩・吉澤と組んでファッションブランド「サンバービィ」を立ち上げる（竹本が社長で、吉澤は専務。）。かなりの成功を収めていたが、吉澤の愚行が原因で会社に猪背組と繋がりが出来てしまい、それを問題視した父親にサンバービィ取締役の座を入れ替わられると同時に社長の座を辞任させられ、吉澤共々解雇されていたことが明らかになった。
甲本直人（こうもと なおと）
誠愛の家3号室の新入り。ホームレス生活をしていたところを鰐戸兄弟に囲われる。容貌は醜く、無精ヒゲを生やしている。ホームレスになる以前は工場勤めであった。
中学2年の時に同級生の初恋相手の女子にストーカー呼ばわりされて嫌われたことが人生の転落点で、高校は九九ができれば合格できる底辺レベルの工業高校しか行けず、友人もできなかったと自ら回想。ネットの中でも空気が読めず、掲示板でも書き込むタイミングがつかめないなどデジタルな環境ですら居場所を作れなかった。榊原に暴行を受けている黒田に対して「お前がいれば、いじめの矛先は俺には向かわない」と思うなど、性格も歪み切っている。過去には「樹里菜」というキャバ嬢に色恋営業を掛けられ200万を貢いだこともあった。
丑嶋と鰐戸三兄弟のいざこざに紛れた竹本の作戦により、誠愛の家からの脱走に成功する。幾度となく自分を助けてくれる竹本の思いに次第に心を開き始め、最終的にはその思いに報いようとするものの、結局、竹本は一人で関係者全員の負債を負い、その犠牲と引き換えに手に入れたはずの大金（丑嶋の一部財産である5千万円）も悶主陀亞連合に奪い取られ、一文無しに戻ってしまった。このことで元の荒んだ人間に戻りかけ、強盗と強姦を働いて自殺することを考えるものの、竹本の意思を最後に思い出して踏みとどまり、「強盗よりバイトの方が気が楽、強姦よりピンサロの方がお手軽」と考え、もう一度借金できる場所を探して、人生を立て直すことを決意する。
榊原耕司（さかきばら こうじ）
3号室の室長。目下の入居者に対する思いやりは皆無であり、物品を異常な高値で売りつけたり、暴力を振るうなどして食い物同然に扱う卑劣漢。3号室の中だけとはいえ絶対的な権限を与えられており、同室の人間から巻き上げた小金で金回りも良いため、他の入居者ほどの悲壮感は感じられない。
逃走を渋る甲本をリンゴ園の老人を殺害した事を持ち出して強請り計画に加担させ、竹本・甲本らと共に家を脱走する。騒動が終わった後は、90分1万円ポッキリのホテヘルを「生きる糧」と称するようなその日暮らしに再び戻ってしまい、丑嶋に性懲りも無く借金を申し込んでいた。
黒田宏志（くろだ ひろし）
3号室の入居者。既婚者。以前は真面目な銀行員だったが、遊び半分で買春した女子小学生を殺してしまったと思い込み、誠愛の家に逃げ込む。しかし虐待と搾取に耐え兼ね、脱走を試みるが失敗し、鰐戸三蔵に片足を切断される。切断口の痛みから逃れるためにシンナーを榊原から購入しており、重い中毒に陥っている。
竹本が脱走させた畑山の代わりに人質に偽装させられ、鰐戸三兄弟と共に行動するが、最後の最後で正体が判明し、三兄弟と悶主陀亞連合の抗争に巻き込まれる。結局、無事ではあったようだが、犯した罪を全て暴かれ新聞の三面記事を飾ってしまった（なお女子小学生は死んでいなかった）。
畑山明紀（はたけやま あきのり）
暴走族「悶主陀亞連合」現総長。鰐戸三兄弟によって拉致され、片目を潰される、胸にブラジャー状、目の周りにメガネ状の根性焼きをされるといった悲惨な拷問を受けるが、竹本の機転によって解放され、三兄弟に反旗を翻して逆に凄惨な報復を加えた。
暴走族らしい鬼畜な性格の持ち主で、竹本に対しては「この恩は返す」と言うも、解放され鰐戸三兄弟に報復を加えた後には、黒田の分け前分の金を奪い取り、甲本を子分に追跡させて大金を強奪した。また、甲本より強奪した丑嶋の大金5千万円を、滑皮には「1千万円」と偽って献上し、残りは自身の整形費などに割り当てようとしていた。
鰐戸一（がくと はじめ）
本エピソードのキーパーソンの1人。『誠愛の家』の経営者で、社会的弱者をターゲットとした奴隷事業を営む。
柄崎の地元で「決して逆らってはいけない」と恐れられていた鰐戸三兄弟の長男。三兄弟の中で最も冷静で計算高く、末弟・三蔵のストッパー役でもある。かつては当時中学生の柄崎や加納を筆頭に、地元の後輩たちをパシリに使い、いびっていた。しかし、三兄弟の権勢は末弟の三蔵が恐れられていたことで保たれていたに過ぎず、柄崎が連れてきた丑嶋に三蔵を半殺しにされたことで、あっさりと影響力を失う。これによって今まで虐めていた者たちから凄惨な報復の末に、弟の二郎と69をさせられている動画を流出させられ、以後は田舎でのシノギ生活を余儀なくされることとなった。こうした経緯から、丑嶋に強い復讐心を抱いている。
『誠愛の家』に軟禁した労働者達を「人間以下のクズ」呼ばわりして徹底的に搾取し、医療廃棄物を素手で処理させたり、リンゴ農園でリンゴの窃盗を強要するなどしている。
復讐を実行すべく『カウカウファイナンス』を襲撃し、柄崎と加納を拉致し、丑嶋から金を身代金をせしめるも、悶主陀亞連合が乱入してきたことで展開がもつれ、最終的には悶主陀亞連合に拉致され二郎、三蔵と同様に凄惨な報復を受けた。
鰐戸二郎（がくと じろう）
本エピソードのキーパーソンの1人。鰐戸三兄弟の次男。『誠愛の家』では人入れ担当。
非常に弁が立ち、巧みな話術で竹本や甲本を『誠愛の家』に引き込んだ。彼もまた、最終的には悶主陀亞連合により凄絶な制裁を加えられる。
鰐戸三蔵（がくと さんぞう）
本エピソードのキーパーソンの1人。鰐戸三兄弟の末子。兄弟の中でも随一の凶暴性や残虐性を持ち、丑嶋たちの地元では「絶対に逆らってはいけない3人」の中の一人に入っていた。鈍器や凶器を持ち歩くことが多く、特にレンチを愛用している。兄たちと共に柄崎や加納に無茶な要求をし、大金を奪ったり車上荒らしをさせたりしていた。
唇が剥がされて歯がむき出しになっており、真っ二つに縫い目の通ったスキンヘッドと、異様な容姿をしている。唇はかつて滑皮に切断されており、現在は常に口元をバンダナで覆い隠している。頭の縫い目は、過去に中学時代の丑嶋に頭をバットで殴られた時の傷跡。このことで、丑嶋や滑皮を「殺すリスト」に入れており、非常に強く復讐心を燃やしている。
セックス中に少女の首を締め上げたり、猫を高層ビルから落として興奮したり、実家の自室に動物の死体や骨、さらに刃物が刺さった丑嶋の似顔絵などを飾るなど、根っからのサディスト趣味の持ち主でもある。
『誠愛の家』所長を務め、監禁に近い形でホームレスを囲った上で違法行為の「仕事」をさせ、脱室者には足を切り落とすなどの拷問を加える。他人に指図されることを嫌い、たとえ兄であっても容赦なく怒鳴るが、単純なため、簡単に諭される。
物語終盤、丑嶋の金を奪い取ることに成功するが、都陰を利用した滑皮と戌亥の策に嵌り、悶主陀亞連合の総攻撃を受ける。多勢を前にしても闘争心を剥き出しにするなど凶暴性の高さを見せつけたが、結局惨敗。自作の拷問グッズで拷問を受けるという処刑動画が後に流通する。
山口美香（やまぐち みか）
カウカウファイナンスの債務者。働かない父親の代わりに風俗で働いているが、自身もホストの光に貢いでいる。
家の前を通りかかった甲本にストーカーされており、彼を不気味がる。その後、無一文になり絶望した甲本に道連れで命を狙われるが、彼が思いとどまったため助かる。
最終的に借金は高田に取り立てられており、その際に彼に惚れた様子だった。
山口徹（やまぐち とおる）
美香の父親。6人の子持ちだが一家の長としての責任感は皆無。職場では上司と揉めて、すぐに仕事を辞める、大型運転免許を持っていることを根拠に「月50万稼げる」と言いながら、家でゴロ寝する、空腹の子供にポテトチップスを与えて食事代わりにさせるなど怠惰な日々を送り、娘の美香が風俗で働いて稼ぐ金に家計を依存している。
綺羅理光（きらりひかる）
美香が貢いでいるホスト。借金の取り立てに来た丑嶋を見くびっており「ポケモン」と自称しているケツモチのヤクザ・鳩田に連絡するも、丑嶋を恐れる鳩田に見捨てられ丑嶋に暴行を加えられた。
阿部（あべ）
回想シーンにのみ登場。丑嶋が転校したクラスのクラスメイトの一人で、肥満体型。
柄崎や加納らと共に丑嶋のリンチに参加したが、退院直後の丑嶋に見つかり、報復で痛めつけられた末にクレーン車に吊し上げられた。

#### 「トレンディーくん」編
鈴木斗馬（すずき とうま）
本エピソードの債務者。アラサーのエリートサラリーマンで妻子持ち。32歳。実家は東京郊外の酒屋。
孤独を抱えており、結婚しても孤独感は癒されることはなく、毎晩のように、一人の相手に多くを求める女性に対して、より多くの異性との繋がりを求めて浮気を重ねる。出張と偽って浮気をしているため、記録を残したくはない浮気費用は「カウカウファイナンス」からの借金で賄うことが多い。
「人付き合いは悪いけれど、クライアントからの評判はいい」と会社で評されるような優秀な外面（そとづら）とは裏腹に、子供のころから無理をして私立の小学校に通わせられたことや、そのために親に負担を掛けていることを口にされ続けたこと（本人曰く「抑圧された日々の中、『宝島』と『SMスナイパー』が俺の支えだった」や、「まーまーいい大学」に入学したが、金持ちのボンボンが幅を利かせる大学で肩身が狭かったことなどの精神的抑制によって卑屈で孤独な性格が形成された。
「まーまーいい会社」に入社した後は、寂しさを埋めようと人に慣れる努力や女性との付き合い方を研究し、精神面を鍛えて今に至る。
今井万里子との浮気写真を、妻の依頼した調査員に撮られ、口止め料を請求され借金を重ねていく。娘の入院で大切なものが何かをようやく自覚するが、時既に遅く、取り返しのつかないところまで行き着き、大きく後悔する。
債務者の中では「上客」として丑嶋に評価されている人物ではあったが、結局、自分を変えるまでには至らず、そんな自分を自嘲しつつ異性との繋がりを求めて彷徨う。
鈴木君江（すずき きみえ）
斗馬の妻。夫の斗馬とは冷め切った夫婦仲であり、育児のストレスも重なり不満を抱いている。
斗馬が不倫していることを薄々感じ、探偵会社に依頼して調査してもらうが、ある晩のセックスで自分のスポットではないところを攻めたため「クロ」と断定。調査員が隠し撮りした浮気写真を見て精神的に崩壊する。
それ以来、娘に対しても苛烈な態度を取るようになり、娘が入院する遠因となる。
鈴木虹奈（すずき にいな）
斗馬の娘。ごく普通の子供であったが、父と母の不仲や母の精神的な崩壊を感じ取り、描く絵が奇妙な物になるなどの奇行が目立つようになる。精神の変調が原因となり入院することとなった。
今井万里子（いまい まりこ）
50才を過ぎた女性。通称：アラフィフ女。年齢を感じさせないスタイルと美貌を持ち、斗馬は当初「人造人間だな」と述べていた。しかし、次第に惹かれ合うように斗真は彼女と浮気をするようになる。その美しいスタイルと美貌は、斗馬の当初の推測通り、薬と化粧で作り上げた美貌であり、効果が薄れると歳相応の老けた姿になってしまう。最後は自身の経営する美容サロンを詐欺で訴えられてしまう。
藤原理絵（ふじわら りえ）
美容師。斗馬の遊び相手の一人。斗馬曰く「M女」「ヤリマン」。彼女も幼少期の両親の離婚により心に孤独を抱えており、斗馬に対して従順に振舞うことで心のバランスを保っている。
斗馬の子供を妊娠するが堕胎することとなる。
テルミ
3児の子持ちのシングルマザー。21才。母親としての責任感は皆無に等しく、生活能力も壊滅的である。歯が汚く、左手にはリストカットの跡がある。
丑嶋に借金があるが、当初は踏み倒すつもりでおり、「雅くん」と呼んでいるチンピラの彼氏を連れて追い返そうとするも、逆に丑嶋のハッタリで彼氏共々、怖気つく。その際に一応は返済の意思を見せたため、丑嶋に「女好きの客」という名目で同じ債務者の斗馬と引き合わされる。
借金返済のために自宅で売春を行い、その際には「ルミナ」という源氏名を使っている。

#### 「ホストくん」「元ホストくん」編
隼人（はやと）/夢咲隼人（ゆめさき はやと）
本エピソードのキーパーソン。高田のホスト時代の同僚。現在は営業許可を取っていない違法ホストクラブの店長。オーナーの慶次を裏切り「爆弾（禁止行為）」である裏引き（店を介さず、客から直接金を要求すること）をしたため罰金として700万円を要求された上、もし逃げれば鼓舞羅の手によりコブラピンクの刑という全身蛇柄模様のタトゥーを入れられると脅される。その後、高田を頼りカウカウファイナンスに入社しようとするものの、大金を手にしたまま酒を口にしたことが原因で入社試験は不合格となり、直後に鼓舞羅に捕らえられてタトゥー刑を執行された。これで従順になったと見せかけて再び鼓舞羅を裏切り、投資詐欺によって得た三億円の強奪に成功。しかし、最後は丑嶋たちに捕まって金を奪われた。
鈴木愛華（すずき あいか）
高田がホストのころ、初めての客となった少女。15才。
厳格な父親と、それに盲従する母と優等生の姉、そして引きこもり続ける兄弟のいる家に居場所を求められず、家の金を盗んで家出をしていたところを高田と出会う。高田に好意を持ち、未成年でありながら高田が勤めるホストクラブに通い、高田を売り上げNo.1にするため数百万円以上も借金をして貢ぎ、その返済のために売春に手を染める。しかし、どれだけ貢いでも高田に無下に扱われたため、それが元でストレスが溜まってリストカットをするようになり、最期は投身自殺を遂げ、高田にとって深いトラウマを残した。
父親は厳格ではあったものの、愛華に対しては愛情を持っていたようであり、現在でも欠かさず愛華の墓参りに行っている。
慶次（よしつぐ）
高田がかつて勤めていた「ニューロマンサー」元No.1ホスト。現在は隼人の店のオーナー。
冷酷な性格であるが、かつては新人時代の隼人と高田に対してホストとしての振る舞いを熱心に指導するなどホストとしては一流であり、隼人はその姿に惚れ込み慶次の独立についてきたという。
筋金入りの女好きで、家庭が3つあり、合計5人の子持ち。エミカという愛人もおり、第6子を妊娠中。
鼓舞羅と共に投資詐欺を行うが、鼓舞羅の謀略で単独犯に仕立て上げられ、犯人への制裁という体で歯を全て折るなどの拷問を受ける。最終話では傷がある程度癒えた姿で現れ、高田にホスト業界から足を洗う旨の発言をした。
秀輝（ひでき）
隼人の店の主任。色黒の肌に金髪とヤンキー然とした風体。見た目通りの凶暴性の持ち主で裏引きをした隼人に対して暴行を働くが、実は自身も裏引きと横領を行っており、鼓舞羅の手によってコブラーブラックにされた。鼓舞羅の横暴さに耐えかねて、隼人の裏切りに加担する。最後は隼人から報酬を受け取り、他の鼓舞羅の部下たちと歌舞伎町から去った。
霧人（きりと）
隼人の店の新人。強制指名日に連れて来た客に掛け飛びされ自身もそのまま逃亡するが、鼓舞羅に捕まり、コブラーレッドにされた。その様子は裏引きをした隼人に対する脅しとして使われる。
コブラーレッドにされて以降は完全に鼓舞羅の奴隷と成り果て、隼人の裏切りのために鼓舞羅に指を折られるなど悲惨な扱いが続くが、最終的には分け前を得て去る。
鼓舞羅（こぶら）
「ニューロマンサー」のケツ持ちをしている愚連隊の総長。丑嶋の車がひき殺そうと至近距離で直進してきても、ジャンプして飛び越えるほどの高い身体能力を持つ。非常に自己中心的でサディストな性格であり、逃げた新人ホストや裏引きしたホストに対して、戦隊ヒーローに見立てた「珍獣戦隊コブレンジャー」という全身蛇柄模様のタトゥーの刑にするなど極めて凶悪。
隼人や慶次と共に投資詐欺を行い、カウカウファイナンスの社員から多額の金を騙しとるものの、柄崎の策略に引っかかって熊倉を殴打してしまい、滑皮とその配下たちに銃を向けられる。自身も銃で応戦しようとするも、秀輝が事前に銃に細工をしていたために弾が出ず、そのまま滑皮に銃殺された。しかし、この出来事は、後の猪背組における内部抗争の遠因となる。
晴子（はるこ）
本エピソードの債務者。カウカウファイナンスに借金してまで「ニューロマンサー」のホスト・成瀬一聖に貢いでいる。保育士で2児の母。
姑との関係が上手くいっておらず、夫からはDVを受けていて、そのストレスを一聖に貢ぐことで発散させており、密かにホテヘルで働いている。
最終的には借金がかさんでソープに堕ちた上に薬物中毒となり、高田が子供二人を彼女の両親の元に送って彼女の両親から借金を取り立てた。
ピース尖閣（せんかく）
元お笑い芸人。
かつては「毒づく♪毒づく♪ピース尖閣!!」というリズムネタでブレイクしていた時期もあったが、ブームを過ぎた現在では落ちぶれた生活をしている。
以前に不動産投資に失敗しており、再起を図ろうとしていたところを隼人に「海老澤グループ」なる無名の投資信託会社を紹介され、疑いも無く出資するが、名刺に書かれている住所の建物を訪れた際に誰も居らず、詐欺に遭ったことを理解する。挙句にその場に居合わせていた同じ詐欺被害者の長谷川（実は鼓舞羅の舎弟であり、「長谷川拓三」という人物の名刺を持ち歩いて身分を擬装していた）に、海老澤なる人物と勘違いされ殴打される羽目になった。
モモカ
元グラビアアイドルでカウカウファイナンスの債務者。25歳だが精神年齢は子供であり、突飛な言動を度々する。
幼稚な性格が災いして大人の友人がおらず丑嶋に精神的にかなり依存しているが、利息だけですでに5000万円も払い続けている上客でもある為、当の丑嶋からは気に入られている（モモカの生命保険の受取人も丑嶋）。

#### 「生活保護くん」編
佐古 彰（さこ あきら）
本エピソードの債務者。都内のアパートに住む29歳の無職の青年。少年時代のストレスと、社会人になってからの超過労働が原因で過敏性腸症候群になり、緊張するとたびたび脱糞する。新しく職に就いても病が原因で長続きしないため、家賃や電気代も払えないほどの貧困に陥る。本来は他人想いの誠実な好青年であったが、失職後は食べて寝て自慰するだけという無為な日々を送っている。生活保護を申請するも却下されるが、ネット掲示板で「NPO法人 貧困ネットワーク ふれあい」の存在を知り、主催者の嘉瀬の協力によって再度申請したところ、生活保護を受給できるようになる。
頑固な父との不仲や優秀な兄への劣等感を引きずっており、実家の家族とは関わりを避けている。外の人間関係においてもうまく立ち回ることが出来ず「幼稚園でも小学校でも友達は1人も出来なかった」「修学旅行ではクズの集まりの班だった」と述懐している。
ある日、唯一のリアル友達であるよっしーに無為な生活ぶりを詰られて関係が悪くなり、自分も何か社会に貢献しようと、SNSで犯罪自慢を行うアカウントの個人情報を特定する「DQNバスター」を名乗る。犯罪自慢をした剛田の自宅の写真をネットにアップロードして称賛されることに喜びを感じるが、逆に剛田に自宅を突き止められ、自らの糞を食べさせられるなど散々な目に遭って殺されかけたことで「どんな相手であっても、人の人生を左右する行為は自分も背負わなければならない」と反省し、ネットに実名と素顔を公表してDQNバスターを辞めることを決意する。
めしあについていく形で訪れた新潟の田舎町での老人たちとの交流を切っ掛けに本来の優しさを徐々に取り戻し始め、意を決して家族に会いに行こうとした矢先に父の死を知らされる。しかし、葬式において父親が本当は自分を気にかけていたことを兄から伝えられ、さらに嫌いだったはずの兄がその場に現れた丑嶋たちに自分の借金の利子を完済させる計らいを目の当たりにし、今までの自分を悔い涙を流した。家族との和解後は真剣に生きることや働くことを本格的に意識し始め、最終的には自ら立ち上げたビジネスでよっしーに借金を返済できるまでに成長した。
めしあ
本名：飯野（いいの）。22歳から3年間、生活保護を受け続けている。SNSで知り合った佐古に起業の話を持ちかける。小学生のころにイジメにあい不登校を経験している。定時制に通っていたころに佐古にそっくりだった唯一の友人が自殺してしまったことを機に友達を失いたくないという思いが強くなり、佐古に借金を肩代わりさせて浮いた金で遊ぼうとしていた希々空に激昂し、出せるだけの金を佐古に返させた。
ぬ〜べ〜
めしあの高校時代からの友人で生活保護の受給者。インターネットもまともに見ることが出来ないほど集中力が無い。ただし、集中力が無いというだけで性格自体はまともであり、希々空に肩代わりさせられたウシジマからの借金を何とかするために金を借りようとした佐古を、「俺を友達だと思っているのなら、金の貸し借りはやめよう」と諭している。
よっしー
佐古の唯一のリアル友達。かつては運送会社で働いていたが借金を背負い、バイトを3件掛け持ちしながら返済を目指している。
運送会社の宅配員として佐古の家を訪れるが、生活保護受給者で自分からも借金しているのにもかかわらず、レアもののフィギュアを買う佐古に憤慨し罵倒したことから、図らずも彼をネットの自警行為に至らせるきっかけを作る。
しかし、佐古が自ら立ち上げたビジネスで得た資金で自身に借金を返済したことで彼を見直し、「ありがとう、お互い頑張ろうな」と礼を言っていた。
希々空（ののあ）
めしあのセックスフレンドで24歳。既婚で子持ちの姉がいる。
生活保護受給者だがウシジマに借金があり、その利息をたまたま居合わせた佐古に肩代わりさせる。佐古が借金の返済を求めると怒鳴り、たまたまいた姪のオムツを佐古に買いに行かせる。自己肯定感がかなり低く、奇矯な振る舞いが目立つ。
物語最後には、障害者施設に入居している。障害者施設では部屋の中でも傘をさし、電子レンジに恋愛相談をしている。
藤代 彩花（ふじしろ あやか）
佐古がストーキングしている女性。デザイン関係の会社に勤めている傍ら、ドラッグストアでアルバイトをしている。作中で引っ越してしまい、SNSのアカウントに鍵をかけるが、それが間接的に佐古の自立を後押しする要因の一つとなった。
三橋（みはし）
佐古の担当のケースワーカー。生活保護を受けられるようになった佐古に働くよう提案するが、屁理屈で拒否され何も言えずに帰ることになる。
その後、働き始め、やがて生活保護に頼らなくても済むようになりそうだと言う佐古を見て、その変わり様を嬉しそうに坂本に話した。
坂本（さかもと）
三橋の同僚のケースワーカー。女性の生活保護者を多く担当しており、卑弥子のような悪質な生活保護者に対しては辛辣である。
卑弥子（ひみこ）
35歳の元風俗嬢で、生活保護を受けていながらウシジマに借金している。自分の借金の利息を希々空から取り立てるように責任逃れをする。風俗嬢になろうとする女性に「講習」を行い、金を得ている模様。
坂本の弁によると「継母がトラウマで働けないと偽り、密かに売春で金を稼いで築地で刺身や新しいバッグを買ったりしている。そうしたことをグループホームの職員に突っ込まれて退所を迫られたら、3階建てのマンションから飛び降り、命がけで生活保護にしがみついている」とのこと。
丸井（まるい）
新潟の田舎町でNPO団体『なんでもかんでも』を主催する男。元引きこもり。最初は挨拶の仕方も分からなかった佐古にきつく当たり「すぐに逃げ出すだろう」と見くびっていたが、佐古が雪かきやパソコン教室などで老人たちの信頼を得ていくと彼を評価していくようになる。
元は引きこもりだったこともあり、子供のころからの経験が足りなさ過ぎてゲームや漫画に興味も示せず、銀行通帳一つ作れない仲間の引きこもり達のことを憂いて守ろうとする責任感の強い一面もある。ただし自身のNPO団体の収入は、自身の給料分しかなく、従業員の給料は補助金で賄っているのが現状。
剛田 照己（ごうだ てるき）
有名大学に通う悪羅悪羅系読者モデル。SNSで犯罪自慢を行ったことが原因でDQNバスターになった佐古に目をつけられ、ネット上に個人情報を暴露される。報復のため佐古を罠に掛け、自宅を突き止める。佐古に自らの人糞を食べさせ、その動画をネットにアップすることで報復を成功させたかに見えたが、一方で佐古の機転によりその一部始終を録画され、逆にネット上に晒されてしまう。その結果、大学から退学処分になったことを逆恨みし、工事現場から工具を盗んで、佐古の殺害を図るも、佐古が自分の身を守るために、自ら自身の個人情報をネットに公開したことを知り、本気の狂人であると呆れ果て、殺害を放棄する。

#### 「洗脳くん」編
神堂大道（しんどう だいどう）
本エピソードのキーパーソン。「神堂大道」は偽名。過去には「天見」と名乗っていたが、こちらも偽名であり本名は不明。ある日、まゆみと遭遇した謎の男。愛想が良く、紳士的にまゆみに近付き上原家の家庭トラブルを解決していった。まゆみとの結婚を前提に交際を始めるが、交際が進むにつれて凶悪なDV男の一面を見せていき、まゆみの社会的信用を落とすようなDV行為を働くようになる。
拷問とマインドコントロールによって、資産家である上原家の人々を自身の支配下に置き、その資産を譲渡させようと画策していた（神堂は「上原家全財産没収計画」と呼んでいた）。
計画は順調に進んでいたが、計画の最終段階である不動産売却が難航し、焦れた神堂は上原重則を追い詰めるためにさらに苛烈な拷問を行うが、その結果、上原重則は死亡してしまう。
上原重則の死亡により「上原家全財産没収計画」は頓挫し、神堂は残った上原家の人々の始末と逃亡を計画する。
しかし、柏木羊山の介入と、それをきっかけに起きた上原和子とみゆきの狂気をはらんだ暴走、まゆみの妊娠、資金調達のために選んだ闇金がカウカウファイナンスだったなど、予定外の事態が重なり、最終的にはウシジマによってリンチされた上に、詐欺で得た現金と車を全て奪われる。
その後、過去の詐欺と松田家、上原家の人々に対する所業が明るみに出て逮捕される。裁判では死刑判決が下り、被告人の中ではただ一人だけ上告した。「悪役総選挙」ては3位。
上原まゆみ（うえはら まゆみ）
本エピソードの債務者。ライフスタイル誌「ノマド」の編集記者。28歳。独身。趣味はパワースポット巡り。占い師の勅使川原を慕っており、何かと彼女に相談し、依存している。
以前より交際している恋人の「ハシ」がいるものの、結婚まで踏みきれずにいる。ある日、雹が降った際に、突如現れた神堂から傘をもらったことがはじまりで、その後も（神堂が装った偶然で）カフェやジョギングでの遭遇がきっかけでハシと別れ、神堂と結婚を前提とした交際を始める。
最初は優しかったが、次第に本性を現しDVを行うようになった神堂から逃れようとするも、松田明日香に死体遺棄を手伝わされて、さらには家族まで巻き込んだことによって本格的に逃れられなくなり洗脳されていた。
神堂の命令で、堕胎費用の名目でウシジマから金を借りようとした際、その証明として妊娠検査薬を使用したところ本当に陽性反応が出てしまい、そのころから徐々に洗脳が解けはじめ、最終的には神堂の支配から脱却することに成功する。
裁判では死体遺棄と損壊で起訴されたが、洗脳による心神耗弱が認められ懲役6年の判決を受け、獄中で神堂との子を出産した（子供は施設に預けている）。
その後、編集記者時代の元上司である林を身元引受人として仮釈放され、ビル清掃の仕事をして生計を立てている。
上原みゆき（うえはら みゆき）
まゆみの妹。公務員の旦那カズヤがいる。ガールズバーで働いており、カズヤとはそこで出会った。姉とは仲がいいが、大卒で親戚に期待されている姉と比べて自分は駄目だというコンプレックス、将来うまくやっていけるかわからないという不安があり、そこを神堂に付け込まれる。
神堂の勧めでスナックの老婆の店主が副業として経営する違法デリヘルで働くことになり、そこでウシジマに出会い債務者となった。
部屋に乗り込もうとした柏木を和子と共に殺害し、その後、乗り込んできたウシジマも同様に襲撃しようとするも、ウシジマを助けにきた柄崎や加納らに取り押さえられている。
裁判では心神耗弱は認められたものの、柏木の殺人罪が追加され、懲役28年の判決を受ける。
上原重則（うえはら しげのり）
まゆみとみゆきの父。資産家である上原家の長男であり、広大な土地を所有している。会社経営者でもある。妻の和子とは周りの反対を押し切っての恋愛結婚だった。
家族の中で唯一、神堂の正体に薄々ながらも気付いていたが、それを警戒した神堂に上原家を堕落させた元凶という濡れ衣を着せられ孤立。家族の憂さ晴らしのためのスケープゴートにされてしまう。
上原家の資産を狙う神堂と、洗脳された家族によって拷問を受けている最中に死亡。その遺体は家族によって解体され遺棄された。
上原和子（うえはら かずこ）
まゆみとみゆきの母。ごく平凡な主婦だが、夫との性的関係に全くと言っていいほど満たされていない。それを見抜いた神堂になし崩し的に肉体関係を持たされ、家族に内緒で不倫関係を続けていた。
重則がスケープゴートにされた後は神堂との性交にのめり込んでいき、彼の気を引くためなら娘たちに暴力を振るうことすら厭わない狂信者に成り果てる。神堂に貢ぐ金を一円も稼げていないことを娘のみゆきから蔑まれ、その報復に路上でみゆきを襲って捨てる予定だった人肉団子のカバンを奪うことで彼女の立場を無くそうと画策するが、すぐに神堂に見破られ、彼に誘導されたみゆきによって顔にスピリタスをかけられ火をつけられ大やけどを負い、その後は頭巾をかぶって顔を隠していた。
神堂に、自分に火をつけたのはまゆみと吹き込まれて彼女を襲い、それを止めたウシジマを襲うが、みゆき同様あえなく取り押さえられている。
裁判ではみゆきと共に懲役28年の判決を受ける。
カズヤ
みゆきの夫。婿養子。公務員。
見た目通りの体育会系で物事を深く考える能力に欠け、上の立場の存在に弱い。大麻を「ガンジャ」と呼んで吸っていたりと素行にも問題がある。
学生時代にはラグビー部の主将で、シゴキを率先して行っていた。そのため神堂の支配下において上原家のリーダーとして傍若無人に振る舞うが、拷問中に加減を誤って重則を殺害し、そのことについて神堂に焚きつけられた和子とまゆみによって食事にタリウムを盛られて衰弱し、部屋の片隅に作られたダンボールハウスに押し込まれていた。
殴られても反応しなくなるなど、白痴化して証言能力を失ったと思われていたが、実は自らの血でハウスの中に毎日の拷問を記録しており、それが神堂逮捕の決め手となった。
勅使川原（てしがわら）
まゆみが利用している占い師。本名は麻生川弥生。まゆみからは「先生」と慕われている。
「ノマド」の取材を受けたこともあるが、良くない噂もあり、まゆみに怪しげなスピリチュアルグッズを売りつけ、まゆみと上司との人間関係を言葉巧みに悪化させている。
実は彼女もまた神堂の支配下にあった一人であり、彼女の家族三人も殺害されている。事件解決の後、裁判で死刑判決を受ける。
松田明日香（まつだ あすか）
上原家が軟禁されていたアパートの住人で、上原一家よりも先に神堂に洗脳されている。みゆきが勤めていたガールズバーの元同僚で、神堂の支配から逃れようとしたところでまゆみとみゆきに出会っており、その際に部屋に泊めてほしいと頼むが、みゆきの結婚式前日ということもあって助けてもらえず、すぐに連れ戻されている。
神堂にそそのかされて大麻を吸っているまゆみの画像が入っているスマホを警察に届けないかわりに、死亡した自分の父親の死体遺棄を手伝わせてまゆみを追い込み、また、その後やってきた他の家族にも死体遺棄を手伝わせ、神堂が一家全員を支配するための重要な役割を果たす。
神堂、勅使河原同様、裁判で死刑判決を受けた。
柏木羊山（かしわぎ ようざん）
「学小一家」の構成員で、ウシジマに借金があるヤクザ。「無尽」で入札も無しに全取りするなどのヤクザらしい粗暴さで、周囲からは「死ねばいいのに」と陰口を叩かれている。
デリヘルで出会ったみゆきを気に入り、自分の女にしようとしていた。
出勤日数が減ったみゆきに直接会うために、単身で神堂たちが潜伏していたアパートを訪れる。
その際、ただならぬ事態が起こっていると感じとり、面白半分に首を突っ込もうと玄関に出てきた神堂を押しのけ、アパートに押し入ったところを和子とみゆきに襲撃され殺害された。
後にウシジマがアパートに押し入った際、柏木の携帯電話などの遺留品や遺体の一部を発見した。
延川・辻下（のべかわ・つじもと）
大阪府警捜査一課の刑事コンビ（延川が上司）。神堂が絡んだ詐欺事件を捜査中、参考人たちが主犯の社長よりも従犯とみなされていた神堂（当時は天見と名乗っていた）に反応していたことに疑問を持ち、かつて神堂が根城にしていた部屋を捜索し、電源タップや大量のペットボトルの水と粉ミルク缶などの遺留品を発見。そこから、この事件は単なる詐欺事件だけではないとの確信を強めて捜査を続け、最終的に東京に潜伏していた神堂にたどり着き、彼を殺人容疑で逮捕した。
作中でも述べられているが、詐欺事件は捜査二課の担当であり、捜査一課の刑事が直接担当することは本来ならばありえない（神堂に殺人や傷害の容疑がかかっていればその限りではない）。
ハシ
物語開始時のまゆみの彼氏。セレクトショップでアルバイトをしているフリーターで「自分の店を開く」と大言壮語してまゆみにたかり、その上でまゆみの友達・ユカリと浮気している。後にカズヤにより暴行を受け、その際の動画を取られた上で神堂に200万円を奪い取られた。
林
まゆみの上司。「ノマド」の編集長。37歳。独身のキャリアウーマン。まゆみを高く評価しており責任のある仕事を任せるが、神堂に洗脳され無断欠勤が続いた上に、不正を行ったまゆみに解雇を通告する。ただ、その後もまゆみを心配し、終盤でまゆみの釈放時の身元引受人になったことがまゆみから語られている。
岸田可奈子
上原家の後で神堂の標的となった女性。埼玉の資産家の娘。子供がいるが離婚しており、慰謝料や月20万円の養育費などを受け取っている。そうした背景から神堂に狙われ、まゆみと同様に洗脳されてゆく。最終的な結末は不明。
莉子
エピソード終盤で新堂の標的となった女性。神堂からプロポーズを受け、言いなりに200万円を渡すが、その直後に神堂が逮捕されたため、みゆきたちのような洗脳は免れた模様。

#### 「中年会社員くん」編
加茂（かも）
本エピソードの債務者。一流企業に勤める40代の中年社員で、役職は課長補佐。妻子持ちのマイホーム住まい。
表向きは誠実な人柄で通っているが、その裏で浮気や人事考課表の改ざんを行うなど、卑劣な本性の持ち主。過去に闇金融からの借金を踏み倒したことがあり、それが原因で獏木に拉致、暴行を受けた上に、400万円という大金を要求されてしまう。
丑嶋の仲介により、闇金絡みのトラブルは解決する。しかし、その直後に浮気相手の瑠璃に花蓮とのやり取りがバレて切り捨てられ、さらに改竄行為が社内に露呈してしまう。最終的に自らが追い出し部屋勤務に回されるようになり、妻からも離婚を突きつけられてしまう。
曽我部正行（そかべ まさゆき）
加茂の同僚。真面目な会社員であるが、加茂による改竄行為の責任を転嫁させられたことにより、追い出し部屋勤務を強いられていた。既婚者で妻と2人暮らし。
要領の悪さが災いして上司との関係がうまくいかず、パワハラを日常的に受け、最終的に退職せざるを得なくなる。その後、かつての同僚であった服部の紹介により、転職を果たす。転職後はブラック企業同然の過酷な労働環境に苦しむことになるが、働き甲斐は感じている様子。
曽我部恵（そかべ めぐみ）
曽我部の妻。妊娠していた子供を亡くしている。夫に対して時折、敬語を使う。
瑠璃（るり）
加茂の不倫相手で保険外交員。地味な容姿だがスタイルは良く、加茂がUSBメモリの中に隠し撮りしていた写真が多数存在している。
加茂からは雑な扱いをされながらも耐えていたが、彼が花蓮に送ろうとして誤送信したメールを見たことで吹っ切れ、加茂と決別する決意を固める。
加茂の会社の人事部長宛に加茂の不正を告発した後、結婚することを加茂に伝えて別れを告げた。
雅花蓮（みやび かれん）
加茂の行きつけのキャバクラ「セリーヌ」のキャバ嬢。元々はタレント養成所に通っていたためか、立ち居振る舞いが女優やモデルのように見えることも多々。
ネイルサロンをオープンするのが夢であり、そのために加茂を利用する。
花丸（はなまる）
加茂と曾我部の元上司で、部長職に就く中年の男性。部署異動してから部下を飲みに誘っても断られ続けており、自身が現在の部署では嫌われているのではないかと心配する。加茂が飲みの誘いを承諾し、自身を持ち上げたことで安心していたが、加茂からは「以前の部署にいたころから評判が悪かった」と内心で毒づかれていた。
伊達（だて）
曽我部が転属させられた「キャリア開発部」の上司。日常的にパワハラを繰り返し、曽我部を目の敵にしている。
服部大助（はっとり だいすけ）
曽我部の元同僚。現在はベンチャー企業の経営者となっており、曽我部に自分の会社への転職を持ちかけてくる。仕事はワンマン気質。

#### 「フリーエージェントくん」編
村上仁（むらかみ じん）
本エピソードの債務者。「ヤンキーくん」編に登場したマサルの地元仲間。左目の下にホクロが特徴。丑嶋と同い年の兄がいる。
時給900円の人材派遣の肉体労働で生計を立てる生活に嫌気が差していたところ、ネットビジネス講習「天生塾」の広告を見かけ、ウサン臭いと思いながらも無料の初回セミナーに足を運ぶ。セミナーの内容に感銘を受け、そこで出会った清栄真実に背中を押されるまま天生塾に入塾する。その際、入塾料調達のため、両親とマサルに計100万円の借金を背負うことになる。それ以降も優良顧客のメールアドレスなどを購入するため、親の預金通帳を盗み、多額の金を引き出したりなどしている。
地元のヤンキー仲間を「清栄メソッド」を使って商売利用し、さらに自身で立ち上げた「村上メソッド」を成功させて多くの人間から金を騙し取るも、収入の無かったヤンキーたちに拉致され、過去のマサル同様に危機的状況に陥る。一命を取り留めた後、これを機にネットビジネス業界から足を洗う。
その後、家族に金を返済して和解し、人材派遣の仕事に戻るが、かつて騙した被害者が自分の引退後も困窮しているのを知って悔悟し、村上メソッドを人の役に立つ形でもう一度試すという決意をする。自然豊かな地方に安価なレンタルオフィスを建て、メソッドを応用して無職の若者を集めるという地域おこしを進める。
天生翔（てんじょう かける）
たった9ヶ月で月収一億円を突破したネットビジネス業界の風雲児。村上、清栄の師匠筋にあたる人物。
その実態は単なるネズミ講に過ぎないが、メソッドと称した情報商材を引き換えにすることで合法的なマルチ商法だという体裁を保っている。更に、羽振りのいいフリをすることで「このやり方は儲かる」という説得力を生み出し、儲けたいが商才はないという多くの情報弱者を騙していた。
若いころは不良上がりのホームレスであり、恋人が敵対していた暴走族に目の前で輪姦されてから、他人の恋人とセックスして当の本人に見せつけるという歪んだ性的嗜好を持つ。その嗜好が仇となって苅部達の策略に物の見事にかかり、一時は仁とともに生命が危ぶまれる状況に陥った。自身の引退と仁の手助けにより一命を取り留めるも、丑嶋と樺谷の偽の投資話に合意したため全財産を失うこととなる。
後にホームレスとなって少々自虐ネタ的な形で引き続きネットビジネスを行っている様子がうかがえる。
清栄真実（きよさか まこと）
天生翔の一番弟子。高級車を乗り回しているが、彼もまた2年前まで仁と同じような生活をしていた。
初回の講習で仁に興味を持つが、後日、見当違いとみなし、しんこchを指す。マザコンでデブ専。
天生の（ヤンキーの拘束による）強制引退を機に、情報教材を買う太客名簿を天生との約束より安く買い取り、天生の生命の安全より自身の利益を選んだ。
しんこch（しんこちゃん）
インターネット掲示板で「まあまあ」名が通ると自称する、天生塾での仁の同期生。最初は喧嘩腰な口調ながらも仁に声をかけ「友達になってくれないか？」と懇願するも、無視されたことを理由に仁をライバル視するようになる。
仁と売上を競うにあたって、商材をカモに売りさばくのでなく、自腹で買って見た目だけ売上を上げるという愚行を犯し、多額の借金を抱えて家族の財産をも食いつぶす。どん底状態のところを仁に拾われ、清栄打倒のため手を組むが、隙を見て仁の持つ清栄の被害者たちのリストを奪おうとした。
仁が足を洗った後も、懲りずに清栄のもとでネットビジネスを再開した。
竹山耕太（たけやま こうた）
フリーターの中年男性。リーマンショックでリストラされて以来、安定した仕事に就けず、現在は牛丼屋でアルバイトをしている。
非常に騙されやすい性格で、仁が売りつけていた清栄メソッドをネットを通じて知り、泥沼にはまっていく。最終的に天生のホームレス仲間となっていた。
麻生りな（あそう-）
容姿端麗な女子大生。かねてから仁に好意を寄せられていたが、ネットビジネスで成り上がっていく仁の自信に惹かれ、交際するようになる。苅部の暴走によって輪姦されかける等の危機に瀕することもあったが、最終的には難を逃れて就職し、地方に越した仁と遠距離恋愛を始める。
苅部（かりべ）
「ヤンキーくん」編に登場した、迷彩服を着た少年の内の一人で、マサルと仁の地元の後輩。父子家庭。通称「苅べー」。
かつての愛沢を彷彿させるプリン風のリーゼントヘア、楕円型の縁なし眼鏡、口元に蓄えたちょび髭と抜けた歯が特徴。
見た目通りの短絡的な性格だが、情報商材を売る際に仁の根本的な営業思想を見抜き、その手口を真似て効率よく商材を売り付けたり、障害者年金の受給方法を不良仲間に広めたりと、他の不良仲間に比べて商才はある模様。
仁からネットビジネスの話を聞き、マサルからその資本金をローンとして借金する。その後は仁から情報商材を購入し、自身も「苅べー激アツメソッド」なる商材を売りさばいて大金を稼ぐことに成功。しかし散財を繰り返したために借金は減らず、恐喝まがいの手法を取っていたために警察からも出頭命令が下された。
返済金と示談金を捻出するために仲間を連れて仁に襲い掛かり、そのまま仁の入れ知恵で天生への美人局を敢行。一旦は三千万円を奪うことに成功する。これに慢心し、マサルから借金を踏み倒すばかりか貯金を強奪しようとするが、彼と護衛の獏木たちに仲間共々返り討ちに遭い、ニッパーでアキレス腱を切断され、山奥に放置された。
その後は仁のレクチャーによって障害者年金を受け取れるようになり、車いす生活を余儀なくされながらも仲間と幸せそうに過ごしていた。
「逃亡者くん」編では松葉杖を付いて歩けるようになった。カウカウファイナンスに雇われており、不在のウシジマに代わり闇金の取り立てをしていたが、債務者から完全に舐められた挙句罵られる有様だった。その後「ウシジマくん」編において、ウシジマの帰国を前にカウカウファイナンスを退職したことが語られている。
モエコ
苅部の彼女。一人暮らしをする中卒のフリーター。寝巻きのようなダボダボのファッションをしており、歯が抜けている。
苅部以上の単純思考で、尚且つ非常に騙され易い性格の持ち主。中学時代に友人に宗教勧誘されて「幸せの笛」という高額な開運グッズを買わされており（曰く「8万のローンが残っていて、そのせいで歯の治療が出来ない」らしい）、いまだにその効力を信じ続けている程。
小金欲しさから、苅部達の天生襲撃に参加し、天生を嵌める役割を担った。
淀ちん
「ヤンキーくん」編に登場した、マサルの地元の後輩。
苅部と共に地元の後輩に対して、2人がかりで卵を投げつけるイジメをしていた。
ヤンキー仲間（仮称）
本名不明。「ヤンキーくん」編に登場した、迷彩服を着た少年のうちの一人。
鋭いキツネ目と金髪が特徴。仲間内で最も威勢がよく、荒事の際には先陣を切る。マサルに反撃された際も実家に復讐すると喚いていたが、一笑に付されてしまった。
健介（けんすけ）
マサルと仁の地元仲間。肥満体型にリーゼント頭が特徴。
マサルや仁と3人で集まった際、携帯専門の金融屋で働いていると話した。

#### 「復讐くん」編
井森（いもり）
飯匙倩の弟分で家守の兄弟分。眼鏡が特徴。36歳。
熊倉理事長を襲った鼓舞羅の有金3億円が無くなっていたことから、その場に居合わせていた丑嶋を疑っている。かつては飯匙倩を尊敬していたようだが、出所後の彼にはあまりいい感情を抱いていない。カウカウファイナンスの内部情報を得るために、飯匙倩が獏木とマサルをつるませていたことを知らずに獏木を襲ったことで、飯匙倩に自身のスリングショットで前歯を折られる。「ヤクザくん」編で、滑皮の部下・梶尾に車ではね飛ばされてケガを負った。飯匙倩組で唯一生存している人物。
家守（やもり）
飯匙倩の弟分で井森の兄弟分。飯匙倩や井森と同じ地元の出身。井森より一つ下の35歳。
舎弟である獏木や最上をたびたび虐めている他、久米原宅への強盗の際にも、布団の中で身動きを取らない久米原をわざと工具で叩くなど、井森に輪をかけて嗜虐主義的な一面が目立つ。加納を拉致した時も、嬉々とした様子で拷問を行った。井森同様、獏木を襲ったことで飯匙倩にスリングショットで前歯を折られる。飯匙倩とともにガソリンを浴びて焼死した。

#### 「ヤクザくん」編
虎谷秀虎（とらたに ひでとら）
若琥会会長。近々、会長の座を辞任するという噂が立っている。
猪背権蔵（いのせ ごんぞう）
若琥一家総長。猪背組の初代組長。若琥会の次期会長になることがほぼ決まっている。
「ウシジマくん編」では少し老け、頭髪が白髪になった。若琥一家を引退して、総長の座を鳩山に譲ることを表明している。
鹿島（かしま）
2代目猪背組幹事長。熊倉の弟分。
後継が難しくなった熊倉に代わって猪背組の三代目を継ぐはずだったが、その後連絡がとれなくなっている。
自身の失脚を恐れた熊倉の命を受けた滑皮によって暗殺された噂が流れていたが、「ウシジマくん編」においてそれが事実と判明する。
冒頭には彼と思わしき全裸の絞殺体が描かれている。
豹堂（ひょうどう）
猪背組本部長で、鹿島の弟分。「ウシジマくん」編におけるキーパーソンの1人。
初登場の「ヤクザくん」編では、鹿島の行方不明を機に鳩山に本部に呼び出されるシーンのみの登場であった。
「ウシジマくん」編では前述の通りキーパーソンとして暗躍する。鹿島と熊倉の二人が亡くなった猪背組で、鳩山と猪背から後継者候補として名前は挙がるものの、「華が無い」という理由からヤクザとしての実力をあまり評価されておらず、滑皮と競わせられている。豹堂自身は滑皮のことを「ヤクザの仁義も知らない、金儲けしか能のないガキ」と評しており、鹿島の失踪の件をネタに追い落とそうと画策している。「不安が原動力」という持論を持っており、物事を実行に移す際にはあえて不安感を煽る見た目の物を凝視するという習慣をつけている。
滑皮の情報を知るために運転係の若い舎弟と共に戌亥を拷問し、滑皮が丑嶋を使って自身を殺そうとしていたことを吐かせ、逆に丑嶋を使って滑皮の殺害を企てる。その後、戌亥も始末しようとするが、車に乗り込んだ直後、滑皮が雇った外国人の殺し屋2人組に急襲され車内で弟分もろとも銃殺される。死体は丑嶋に罪を擦りつけるための証拠作りとして残された。
梶尾（かじお）
猪背組部屋住み→滑皮組幹部。滑皮の弟分。鳶田とは兄弟分。刈り上げたパンチパーマが特徴。
鳶田にスナックで因縁をつけさせて助けたふりをし、その後、自らが水が不味いと因縁をつけミネラルウォーターを高値で売りつけるなどの恐喝行為を働いていた。
飯匙倩組との抗争で車を動かし、仲間を襲っていた井森を跳ね飛ばす。
「ウシジマくん」編では鳶田と共に滑皮組の忠実な幹部となっている。中学時代に父親を肝臓の病気で無くし、父の死後に自身と弟を女手一つで育てた母親も2年前（時期的に「ヤクザくん」編に相当する）に亡くなったことを涙ながらに滑皮に漏らしていた。
最終的に滑皮を追い落とそうとする豹堂、巳池と、滑皮に恨みを持つ竹腹の共謀により拷問され、滑皮とともに鹿島を殺害したことを自白。その音声を録音された後、銃殺される。
過去編にも登場しており、この時は本編時よりも太っていた。当時は獅子谷の下でシシックで働いており（丑嶋たちとは別の支店）、滑皮にシシックの内情を流していた。
鳶田（とびた）
猪背組部屋住み→滑皮組幹部。滑皮の弟分。梶尾とは兄弟分。スキンヘッドに髭面が特徴。
梶尾と共謀して、スナックに因縁をつける半グレを演じて梶尾の要求を受け入れやすくした。梶尾より年下か後輩のようで、彼には敬語を使う場面が多い。
飯匙倩組との抗争で獏木に頭を撃たれ瀕死の重傷を負うものの、弾丸が頭皮と頭蓋骨の間を一周して脳に達せず、奇跡的に一命を取り留める。彼の治療は滑皮の知り合いである闇医者によって行われた。
「ウシジマくん編」では梶尾と共に滑皮組の忠実な幹部になり、梶尾に対しては対等な口調で接するシーンが見られるようになった。頭部には獏木に撃たれた際の傷口の縫い痕が残っている。梶尾が殺された後も滑皮の片腕となって彼を支えるが、終盤に滑皮と共に丑嶋を追い詰めた際に丑嶋たちの策に嵌められ、滑皮が雇った外国人の殺し屋が仕掛けた毒入りのペットボトルの水を飲んでしまい、泡を吹いて倒れる。その後、病院に運ばれたものの生死は不明。
過去編にも登場しており、当時から滑皮や梶尾と懇意だった。この時はセミロングの髪型をしており、シャブ漬けにして手懐けた愛人を多数囲い、その女性たちを風俗に売り飛ばして売り上げを貢がせるシノギをしていた。
最上（もがみ）
飯匙倩組の準構成員。獏木の地元の後輩でもある。
組の一番下っ端のため獏木に頭が上がらず、家守からもいじめに近い扱いを受けている。加納の妻を拉致するように命令されたが失敗し、その罰として熊倉とのアナルセックスを強要され、それをビデオに撮られる。
マサルに対して最初は敬語だったが、徐々に上から目線の発言が目立つようになる。マサルに背後から鉄パイプで殴られて気絶し、復讐心に燃える熊倉からFAX機で頭を潰されて死亡した。地元の不良にはそれなりに慕われていた模様。
亀田（かめだ）
獏木や最上の後輩。
短絡的な性格の持ち主で、コンビニの前でヤクザ入りした先輩（獏木と最上）が知り合いにいることをひけらかして威張っていた。だが、虚勢を張った相手がよりにもよって肉蝮であったため、片目に爪楊枝を刺される。報復として最上を呼び出そうとするも、肉蝮の恐ろしさを知る鴨川に静止される。
結局、全財産を肉蝮に巻き上げられた挙句、目の手当も受けられないままゲームセンターに鴨川共々付き合わされる羽目になった。
鴨川（かもがわ）
亀田の悪友で、獏木と最上の後輩。亀田同様にコンビニの前で威張り散らすような小物だが、彼よりは冷静な性格。
肉蝮にまつわる危険な噂を耳にしていることから彼を恐れており、肉蝮相手に最上を差し向けようとする亀田を静止しつつ、亀田共々肉蝮にゲームセンターに連れて行かれる。
交流の深い獏木が肉蝮に復讐心を抱いていたことを知っていたため、隙を見て獏木に連絡を入れる。これを肉蝮に気づかれてしまうが、その後の安否は不明。
ちなみに鴨川が作中で語っていた「いざこざで殺したヤクザ者を刺青から身元がバレないよう全身の皮膚を剥がして山に捨てた」という肉蝮の噂は、スピンオフである『闇金ウシジマくん外伝 肉蝮伝説』において事実であったことが判明している。
久米原源太（くめはら げんた）
裏風俗の経営者で、売り上げ金の横領や脱税を行っている。韓国人の愛人が貢いでいたホストが家守と揉めていたことが発端となり、愛人の家で留守番をしていたところを家守たちに襲撃され、隠していた金を奪われた。
柴拳（しばけん）
飯匙倩の過去の回想に登場。飯匙倩が工場地帯で労働者だったころの地元の先輩であるが、その飯匙倩にして「狂気の象徴」と形容される程に破綻した人間性の持ち主であった。
飲酒を強要する、意味もなく暴力を振るう、飯匙倩の彼女を平然と強姦するなどの狂人的な行動を常日頃から行い、追い詰められた飯匙倩は「街を出るか、柴拳を殺すか」の二択のうち、後者を選び刺殺し少年院に入る。
地元ではその悪名から彼の死に同情する者は一人も居らず、殺した飯匙倩は英雄扱いだったらしい。これをきっかけに井森と家守は飯匙倩に付いていく形でヤクザ入りを決意した。

#### 「逃亡者くん」編
金城忍（きんじょう しのぶ）
沖縄に逃亡したマサルの引き受け人になった闇金グループの社長。
内地の闇金とは勝手が違い、客を潰さず殺さずのやり方で貸付を行っており、あくまでも互助の精神（ゆいまーる）に乗っ取っている。部下が金を着服した時も、その部下にヤキを入れて給料から返済させることで許している。
過去に仕事への倦怠感から、100万円が入った職場の先輩のカバンを盗んで、その金でキャバクラで放蕩したが、最終的にヤクザの型にはめられ倍の借金を背負わされた。だが自らの過ちと、現実から逃げたくない覚悟から、もう一度、闇金に戻り、一日に28人回す苦役を見事果たして借金を完済した。被害者である先輩は、この激務に舌を巻いたのか仲違いも治った模様。曰く「自分が蒔いた種だが苦労したから今の自分がある」とのこと。
比嘉（ひが）
賭博好きの借金債務者。漁船を担保に野球賭博の資金融資をマサルに求めるが、口では勝った素振りを見せて結局負けたのか逃亡した。
仲間（なかま）
内地から遁走してきたマサルに金城を紹介した男。下の名前は不明。デリヘルを営んでおり、店に最低保証制度を入れておらず、お茶を引いた（客が付かない）デリヘル嬢がデリヘルを辞めることを危惧し、マサルを店に誘う。
高良のどか（たから のどか）
本エピソードの債務者。仲間の店で働くデリヘル嬢。
昼は保育士として働いているが、保育士の低賃金と、親の借金返済を理由にデリヘル嬢として夜の世界に入る。既婚者であり、夫の新城との間に息子が一人いる。新城とは離婚したいと思っているが離婚を拒否され、さらに新城にたびたび金をたかられている。
亡き祖母の「生活に困ったら市場で野菜を売って暮らせ」という古い格言を今も信じているなど、根っからの純朴な性格。杏奈に沖縄を出て東京で風俗嬢になるよう誘われるが、最終的には別れを告げられて沖縄に残る。
母性本能が高いのか、ウシジマに脅えるマサルを子供のようにあやす一面もある。
金城に「打ち出の小槌」として捉えられている。
高良栄子（たから えいこ）
のどかの母親。スナックを経営している。金城から借金している債務者であり、マサル曰く、「自分の母親と同じで借金を繰り返すバカ女」。
常習的な借金癖から、金城に飛んだ比嘉の負債補填扱いされている。
新城賢一（しんじょう けんいち）
のどかの夫。離婚していないことを良いことに、のどかに金をせびる悪漢。丑嶋に頭をカチ割られた後も丑嶋に脅され、最後には大阪で手配師となったマサルの下で、二度とのどかに近づかせないための監視も兼ねて、下僕同様に使われている模様。
島袋（しまぶくろ）
沖縄で根城を張るヤクザ。
栄子と顔なじみで金城に借金の帳消しを強要するが、その後、借金の限度額を上げることで、元々、栄子を借金漬けにして過去の損失を埋める予定だった金城の思惑通りに運ぶ。
安里（あさと）
本エピソードのキーパーソン。ヤンキー上がりの名の知れた闇金融業者。
スキンヘッドに眼鏡をかけた強面だが、見た目とは裏腹にかなり切れ者。出会ったことすらないマサルの素性を部分的に看破し、さらに彼の隠し金の在処まで突き止めた。また、手先が器用でピッキング術に長けている。丑嶋にタクティカルペンで頭をカチ割られたが、その後の生死は不明。
聡子（さとこ）
金城に借金している債務者で、ソーシャルゲームに重課金している肥満体の女性。かつては琉球大学への進学を希望していたが、親に「女に学歴は不要」と反対され望みを絶たれる。逆に弟が800万円近くの奨学金を借金してもFランク大学しか行けずニート生活を送っていることを恨み、「両親への復讐」として借金してでもソーシャルゲームに課金し続けている。
戌亥から情報料として3万円を貰い、マサルの情報を教えた。
『エイトナイツ』というゲームをプレイしているようで、かつての同級生が友達特典目当てにSNSからフレンド申請を申し込むことに憤慨していた。

#### 「ウシジマくん」編
菊池 千代（きくち ちよ）
本エピソードの債務者。丑嶋が闇金業を始めた頃からの客で、社員たちとも顔見知りの間柄。2人の子供がいるが、夫は居ない模様。
カウカウファイナンスを完全に軽く見ており、借金返済の意思はまるで見られない。辰也の給食費を払うことさえままならず、文香にも高校中退を余儀なくさせたために家出され、借金返済を手伝わせる結果を招いている。それにもかかわらず、文香を返済の当てにして自身はヒモ男に依存し、ヒモ男からの麻薬代の無心を易々と引き受け、その無心された金をもさらなる借金で凌ごうとする有様である。
鳶田と内通しており、丑嶋を騙して鳶田と鉢合わせさせ、丑嶋の帰国が滑皮に知られるきっかけを作った。それにより丑嶋からの信用を失い、それまで「10日1割」であった利息を「10日5割」にされてしまった。その後、借金は文香が全て肩代わりすることとなる。
過去編にも子供二人と共に登場しており、当時シシックの社員であった丑嶋に借金を取り立てられていた。
菊池 文香（きくち ふみか）
本エピソードのキーパーソンの一人。千代の娘。17才。元々は成績優秀で家族想いな女子高生であったが、母親の借金により高校中退せざるを得なくなったため、家出していた。現在は母親の借金返済のために未成年ながら丑嶋が裏オーナーを務める風俗で働き、同僚の多栄子の部屋で居候しながら生活している。
良心的な性格の持ち主だが、裏を返せばお人好しとも言え、実際に周囲の身勝手な人物たちから利用されてしまうことが少なくなく、本人もそれを自覚している。それでも「自分は今のままでいい」と語るなど多くを望まない思想を語るが、内心では大学受験を目指す同年代の女子高生を羨ましく思っている。
最終話で丑嶋への返済期日に金銭トラブルで多栄子と争った際、辰也の襲撃に遭って殺されかけるが、直後に取り立てに来た丑嶋に庇われて助かる。辰也が去った後、丑嶋を心配しつつも多栄子から奪い返した金を返済に充てがうが、丑嶋からはその返済分で完済扱いという優遇措置を受けることとなった。
菊池 辰也（きくち たつや）
本エピソードのキーパーソンの一人。千代の息子で中学生。母親の給食費未払いが原因で学校ではいじめを受けているが、唯一の理解者である姉が家出中であり、友人もいないため誰にも相談できず深い孤独を抱えている。
姉を慕う気持ちが高じて半ばストーカーと化していたが、その結果、姉が風俗で働いていることを知り大きく落胆する。
いじめの主犯である仲山に対してキャストアプリで殺人予告を行うが、逆に仲山から住所や家族の素性を晒されて拡散された挙句に「姉を買ってヤリまくる」と言われるなどのさらなる嫌がらせを受ける。
何をやっても好転しない自身の人生と、理不尽な世の中に絶望するがあまりに完全に自暴自棄と化し「自ら死刑になる」という発想の元、文香を殺すことを公言した内容をキャストアプリで配信する。ナイフを手に文香の居候先に乗り込み、その場に居合わせた丑嶋の忠告にも聞く耳を持たず文香に襲いかかるが、ナイフは文香をかばった丑嶋に命中する。しかし文香に再度手をかけようとすることはなく、高笑いしてどこかへと走り去って行った。その後の動向は不明。
過去編にも幼少期の姿で登場。鳩を殺害する残忍な一面を見せていた。
多栄子（たえこ）
文香と同居している風俗嬢で、肥満体型。文香のお人好しな性格と居候の立場をいいことに、彼女から金を定期的に借りては返さなかったり、部屋代を多く払わせるなどして都合良く利用する。その一方、自身は稼いだ金をホストオーナーの彼氏に貢いでおり、生理休暇を使ってズル休みをしている。
「百万円貯金箱」と称してチョコレートの空き箱に一万円札を貯めて得意気になったり「痩せれば彼氏が喜ぶから」という理由でお湯を入れて20分も経ったカップ麺を食し、それをダイエットと称して吐き出すなど、奇矯な言動が目立つ。
仲山 快斗（なかやま かいと）
菊池辰也のクラスメイト。学校内での辰也いじめの主犯格。
辰也にキャストアプリで自身に対する殺人予告を配信されるが、逆に辰也とその家族のプライバシーを晒した上、文香を犯す事を公言して辰也をさらなる笑い者にして辰也を自暴自棄に追い詰める。しかし、この行動が辰也を凶行に走らせる決定打を与え、丑嶋の破滅を招く遠因となった。
紗里奈（さりな）
カウカウファイナンスの債務者。
「ギャラ飲み」を生業として生活し、ギャル風のファッションに身を包んでいる。しかし、顔形が不自然に劣化しており、不気味な風体となっている。
過去編にも登場。容姿は現在と大きく異なる美形。竹本が主催するパーティーに参加し、彼からタクシー代を受け取った。竹本を「竹ちゃん」と呼んで接しており、パーティーの最中に彼に儲け話を提案したが、「（パーティーに同席している）他の社長に頼めば良い」と素気無く断られていた。
吉澤 敬純（よしざわ たかずみ）
通称「よっちゃん」。竹本の大学時代の先輩で、鉄也や滑皮と同じ地元の出身。実家はラーメン店で、家族には両親と妹がいる。
かつては竹本が父親から継いだ洋服ブランド「サンバービィ」に専務として務めていた。しかし、調子に乗って西麻布で女遊びにハマったことが引き金となり、鉄也に弱みを握られ1億円を恐喝される身となる。これを解決するため地元のヤクザである熊倉に泣きつくが、謝礼として恐喝と同額の1億円を要求された上、鉄也の殺害を教唆したことにされるなど、事態はますます悪化。結局は竹本共々、社長交代と同時にサンバービィを解雇され、しかも熊倉の魔手からは開放されないという結末を迎えた。
本編の登場時では、友人の新木と共に通販サイト「バディムービン」を立ち上げて成功を収めていたが、黒河内の策略に乗せられる形で会社を乗っ取られた。
獅子谷 鉄也（ししや てつや）
本エピソードのキーパーソンの1人。本編開始時には死亡しているため、回想シーンのみの登場。闇金グループ「シシック」の初代社長。悶主陀亞連合の初代総長であり、滑皮と畑山の先輩筋にあたる。
滑皮と飯匙倩の中間にあたる世代。弟に比べてやや小柄な体格だが、その肉体は鍛え上げられている。
部下たちを恐怖政治で服従させ、拷問や制裁など他者を嬉々として加虐し、苦しみ悶える姿を見ることを趣味としている。その中でも耳削ぎを特に好み、敵対者や裏切り者は勿論のこと、丑嶋を半ば強制的にシシックへ入社させる際に「入社試験」として柄崎の耳を切り落とすように迫ったり、営業成績の悪い部下に対しても耳を削ぎ落し、その切り落とした耳を焼肉にして無理矢理食べさせるという情け容赦のない制裁を与える。加えて、自身の権威を見せつけるために、これまで削ぎ落としてきた耳をジャーキーにして数珠状に繋げた自作のネックレスを首から常時ぶら下げるなど、作中でも屈指の残虐性を誇る。一方、弟や出来のよい部下に対しては気さくな一面も見せる。
海老名と鯖野による売上金強奪事件を契機に暴走し、当事者である2人を殺害後、海老名の分け前である3億円の在り処を丑嶋ら3人が知っていると彼らを付け狙い、執拗なまでの暴行を加え続ける。最終的に逃亡した丑嶋たちをなおも執拗に追撃し、その過程で2人の部下が犠牲になるも、それすらも意に介さずにカーチェイスを繰り広げ、その最中に手足を骨折する。態勢を立て直すべく、一度シシックの本社に戻って幹部たちに指示を出すが、報復のためには部下すらもぞんざいに扱う獅子谷のやり方についていけなくなった椚ら幹部たちに反旗を翻される。前述の通り、骨折していたために抵抗する術が無く、観念したように「地獄で待っている」と捨て台詞を残し、5人がかりで撲殺される因果応報の最期を迎えた。死体は椚によって熊倉と滑皮に引き渡された後、グラップルで纏めて切り刻まれ、ゴミ収集車に投げ込まれた。
獅子谷 甲児（ししや こうじ）
本エピソードのキーパーソンの1人。鉄也の実弟。ボクシングのインターハイに出場し、地下格闘技の世界で優勝経験がある実力者。
丑嶋よりも少し下の世代。兄以上に筋骨隆々の巨漢。現在は表向きには兄から引き継いだ地下格闘技団体「獅子谷道場」とその所属選手を社員にした警備会社を営む傍ら、裏では兄亡き後の「シシック」を率いて、振り込め詐欺や覚醒剤密売、時に強盗をして裏社会で暗躍し、膨大な富を得ている。敵対者や裏切り者に対しては耳削ぎなど鉄也と同様の残虐ぶりを見せる一方で、自身を慕う部下たちに対しては優劣関係なく寛大かつ平等に扱い、君づけで呼ばせたり自身に対する軽口や皮肉すら許している。滑皮と揉めていたが、結局は傘下に取り込まれる。
幼少期、傍若無人な性格の父親の虐待からいつも守ってもらっていた経緯から鉄也のことを強く慕っており、兄を裏切り殺害した幹部5人に報復を行い4人を殺害、主犯格である椚を廃人状態にした。また、丑嶋と柄崎も鉄也の死の原因を作ったとして付け狙っていた。
本妻以外にも多数の愛人を囲っており、生まれてきた子供には全員「鉄也（男子の場合）」「徹子（女子の場合）」と、兄に由来した名前をつけている。
潜舵の提案した強盗計画に乗じて丑嶋の殺害も企て、強盗メンバーに丑嶋を加入させキャバクラオーナーの篠田の家を襲撃する。強盗計画は失敗に終わるも、廃墟跡で篠田を口封じした直後に騙し討ちで丑嶋を昏倒させた後、彼を屈服させる。そして殺す前に拷問によって丑嶋に隠し金の在処を吐かせたが、実はそれは獅子谷を油断させ、圧力鍋爆弾へ誘導させるための丑嶋の罠であった。結局、椚によって丑嶋の持つスマホの音声入力アプリで爆弾が発動。直前に着信音でダンボールを開けていた本人は至近距離にいたために下半身を吹き飛ばされる致命傷を負う。直後に自分が嵌められたことを悟ると、丑嶋への呪詛の悪罵を上げながら絶命。後に辛うじて生きていた潜舵によって死体はバラバラにされ、ゴミ袋に詰められ遺棄された。彼の死後、残った「シシック」および「獅子谷道場」は滑皮によって吸収される。「悪役総選挙」では1位。
海老名 誠（えびな まこと）
本編開始時には死亡しているため、回想シーンのみの登場。「シシック」の元支店長の1人。
駆け出し時代の丑嶋、柄崎、加納らの直属の上司。ロリコンの気があり、特に女子中高生が好き。
成績最下位の制裁として、柄崎の目の前で獅子谷に右耳を切り落とされる。後に鯖野と共謀してシシックの現金を6億円奪い、丑嶋に罪をなすりつけようとするも発覚し、丑嶋と共に拷問される。その後、獅子谷に左手を切断され出血多量で死亡した。
返済が滞る債務者に対しては、自宅のドアに落書きをしたり、家族の職場に複数回電話したりといった悪質な手段を取るものの、闇金業者としては豊富なノウハウを持っており、駆け出しだった柄崎、加納に的確な指示を出し、死亡する直前には丑嶋からも感謝の言葉を告げられている。
鯖野（さばの）
本編開始時には死亡しているため、回想シーンのみの登場。「シシック」の元支店長の1人。
成績最下位から一位になるも、社員の一人を追い込みすぎて自殺させてしまう。その後は再び最下位に落ちた制裁として、獅子谷に両耳を切り落とされる。海老名と共謀してシシックの現金を奪い、妻子を見捨てて愛人と逃亡しようとしたが、その愛人に懸賞金目当てに裏切られてしまう。すぐさま獅子谷の部下から捕らえられて死ぬ寸前まで拷問を受け、海老名の関与を自白したのち死亡した。
椚（くぬぎ）
「シシック」の元幹部。
親友の畑崎を含めた幹部仲間4人を死に追いやった獅子谷鉄也に対して反旗を翻し、彼の殺害を主導する。
鉄也殺害後、甲児の手により「特別コース」と称した最も凄惨な報復を受け、両腕と両耳をもぎ取られて歯も全部叩き折られた末、母親と姉を目の前で輪姦されたことにより、精神崩壊を起こして廃人同然と化す。以後、甲児によってペット同然の扱いを受け、家族もシシックの監視下に置かれた。
擦り切れたジャージに外でも裸足で歩かされ、もぎ取られた耳にはヘッドホン、歯のない口にはマスクをはめさせられ、「自殺したら家族を更に虐待する」という脅しのため死ぬことすら許されず、禿げ上がった異様な外見となっている。排泄後の処理すら碌に出来ない身体のためにオムツの着用を余儀なくされ、排便の意思を示した際には椚の家族か甲児の部下が付き添う。
周囲からは精神崩壊を起こして白痴化したと思われていたが、実際は理性が残っており、丑嶋からの甲児を裏切れという誘いに同意。丑嶋の企みによって甲児が圧力鍋爆弾の前に誘導された際、叫び声によって丑嶋のスマホの音声入力アプリを起動、甲児を爆殺することに成功する（丑嶋の力添えとはいえ、結果的に獅子谷兄弟を二人とも殺害している）。自身も爆発に巻き込まれ金属片が顔中に刺さり、ジャージに火が燃え移りながらも、復讐成功に喜ぶ笑みを浮かべながら息絶えた。甲児同様、死体は潜舵に解体されてゴミ袋に詰められ、滑皮の元に引き渡された。
畑崎（はたさき）
本編開始時には死亡しているため、回想シーンのみの登場。「シシック」の元幹部の一人。
以前に成績最下位を出したことがあるらしく、既に片耳が無くなっている。丑嶋たちと鉄也のカーチェイスに巻き込まれて鼻から脳漿が漏れるほどの重傷を負うも、鉄也が丑嶋への報復を優先したために手当を受けられず、そのまま死亡する。
椚とは親友の間柄であり、彼の死が椚を復讐に走らせる決定打となった。
黒石（くろいし）
本編開始時には死亡しているため、回想シーンのみの登場。「シシック」の元従業員。
鉄也に丑嶋の監視を命じられ、彼に対して暴行を加えるが、自身の鉄也に対する反発心を看破した丑嶋に言い包められ、見張りを放棄してそのまま丑嶋の脱走を許した。
その後、戻ってきた鉄也から拷問の末に殺害されたことが椚の口から語られている。
潜舵（せんだ）
獅子谷道場の選手。現「シシック」の幹部でもあり、甲児の側近的存在。眼鏡と帽子をしておりラッパー風の服装が特徴。
以前から揉めていたキャバクラオーナーの篠田を暴行し店内を滅茶苦茶に荒らすなど凶暴性は高いが、思慮が浅く小心な本質を持つ。甲児に対して「獅子谷君」と呼び、比較的余裕のある口調で話す。
篠田の店に潜入させたキャバ嬢の美咲を情報屋として使っていたが、豹堂のスパイであった彼女の策略に嵌められた事により甲児や丑嶋らを巻き込む形で警察に追われる格好となり、シシックを危機に陥れる事となってしまう。
その後、警察から逃げ切った後に甲児や金髪の男と共に篠田を口封じに始末し、丑嶋を昏倒させて拷問を加える。しかし丑嶋の仕掛けた圧力鍋爆弾で甲児、金髪の男、椚共々吹き飛ばされ、ただ一人爆発から生還するも火傷を負う。それでもなお手負いの丑嶋に襲いかかるが、間一髪で現れた柄崎に成敗される。
形成が不利になったことで、産まれたばかりの娘の存在を語ることで丑嶋に命乞いをし、もう一個の圧力鍋爆弾を背負わされた状態で仲間の死体の処理を行わされた後、丑嶋に見逃す条件を提示される。それを反故にして裏切り行為を働くが、それらを見越した丑嶋の細工で全て筒抜けであり、最終的に自身のナイフで丑嶋に殺害され、死体も他の3人同様に解体処理される末路を迎えた。
金髪（仮称）
獅子谷道場の選手で現「シシック」の幹部。本名は不明。
潜舵と共に甲児の側近的存在。見るからにガラの悪い半グレの男で、見た目通りの凶暴な性格の持ち主であり、潜舵と共に篠田の経営するキャバクラを荒らした。
甲児や潜舵と共に強盗および丑嶋の抹殺計画に加わり、篠田を始末したのち丑嶋を甲児と2人がかりで昏倒させ、積極的に痛めつけた。
直接の描写はなかったものの、最後の生存者が潜舵であったことや、解体処理された死体に彼の分がカウントされていたことから、甲児と共に圧力鍋爆弾で爆死したと思われる。
篠田（しのだ）
キャバクラのオーナー。荒野行動が趣味で、響子という女性と同居している（夫婦か同棲しているだけかは不明）。脱税をして大金を溜め込んでいるという噂があるが、その金に目をつけた甲児に恐喝されており、頼みとするヤクザも裏で甲児と共謀しているという八方塞がりの状況にある。頑固に甲児への服従を拒み続けた結果、潜舵に叩きのめされて店を荒らされ、マンションにまで押し込み強盗をかけられ、響子共々拘束される。結果的に脱税の噂は偽情報であったものの、押し込み犯を声で潜舵だと看破したことが仇となり、口封じのために絞殺された。なお響子の方は拘束時に目と耳を塞がれていたため、通報の危険性なしと判断され、解放される事になった。
竹腹（たけはら）
現「シシック」の幹部でシャブ中。
甲児からの連絡がこないことを疑問に思い、滑皮の仕業ではないかと疑うが、それを聞きつけた滑皮に制裁を受ける。この一件に加え、シシックを解体され強制的に配下に置かれたことで、滑皮に強い反感を持つ。
豹堂の元へ行き、同じく滑皮に対して敵意を持つ彼の命を受け、梶尾の拉致拷問、および殺害を実行する。だがシシックに戻った後、梶尾殺しの犯人を追求する滑皮に対してあからさまに怯えたため、犯行が露見しかける。その場を誤魔化した後、巳池の隠れ家に逃げ込むも、口封じとして巳池の舎弟にビルの高所から突き落とされて墜落死する。
巳池（みいけ）
豹堂の舎弟。
後述の経緯から滑皮との間に個人的な因縁を持ち、後輩である彼が出世して幅を利かせていることを不満に思っている。その一方で自身はいまだにホストから金を徴収する程度の地回りをしており、現在では滑皮やその舎弟から見下されている。既婚者で、妻はネイルサロンを経営している。
豹堂の命で戌亥を脅迫して手駒にした他、その後も「シシック」にスパイを送り込んだり、鹿島殺害を自白させるため竹腹と共謀して梶尾を拷問して殺害するなど暗躍する。しかし、単独行動中にシシック出身の滑皮の舎弟たちに見つかり盗難車で轢かれて重傷を負わされ、シシック出資のキャバクラ予定地で待ち合わせしていた滑皮の元に身柄を引き渡される。梶尾殺害の報復として電動のこぎりによる凄惨な拷問を受け、最終的に自白するも殺害され、死体も舎弟の働く工事現場の下水に流された。
過去編にも名前は出ていないが登場。当時は新入りの部屋住みであった滑皮に威張り散らし、嫌がらせをする様子が描かれている。
美咲（みさき）
「シシック」の情報屋。篠田の店でキャバ嬢として潜入しており、篠田が脱税していることを潜舵に伝え、彼を介して篠田の家に強盗を行うよう鉄也たちをけしかける。
その正体は巳池の工作員。滑皮組の傘下であるシシックに警察の足が付くよう、脱税の件の偽情報を流して鉄也たちを篠田の家に向かわせ、その位置情報を警察にリークしていた。
任務完了後はそれまでのホテル暮らしを解かれつつ、身を隠す為にマニラに高飛びする運びとなり、空港で巳池に労われつつ見送られるが、実際には現地の人身売買組織に送られることが決まっていた。
黒河内（くろこうち）
滑皮と接触した堅気のような外見の男。しかし、裏では吉澤が経営する通販会社の乗っ取りを画策しており、これを利用した儲け話を滑皮に持ちかけ、狙い通りに吉澤を陥れた。
チュウボウ
本名は不明。自らの虚勢を張るために街で滑皮にタバコを貰いに来た金髪の不良中学生。居合わせていた梶尾を子分呼ばわりするなどの生意気さを見せながらも、滑皮から一箱丸ごとタバコ貰ったため呆気に取られるが、同時に滑皮に惹かれる。その後、盃を交わし、滑皮組の若手構成員になる。
構成員になった後も生意気な言動が直らず、梶尾に制裁される。兄貴分たちの影響から丑嶋を完全に見下し、滑皮から見張りを命じられた際に、偶然通りかかった丑嶋の車に向かって罵声を浴びせていた。最終回で刑務所に入った滑皮の元に面会に現れており、涙を流していた。
プロの殺し屋(2人)
本名不明。浅黒い肌の外国人コンビ。銃や毒を使いこなす本職の暗殺者で、ケバブ屋を通じて仕事を請け負う。滑皮から依頼料の高さをボヤかれているが、その実力は本物で、豹堂の暗殺や丑嶋の拉致を成功させる。しかし証拠隠滅のため滑皮に裏切られ、撃たれて廃材プレス機に放り込まれるという無惨な最期を遂げた。
村瀬（むらせ）
吉澤に従事する「バディムービン」のCFO。
当初から黒河内を胡散臭く思っており、彼を信用し切っている吉澤を戒めるが、聞き入れてもらえなかった。
雁間（かりま）
滑皮配下の投資ブローカー。経済ヤクザとして極めて有能で、デイトレーディングで数億の金を稼ぎ出し、海外の富豪投資家とも商談を成立させている。
衣笠（きぬがさ）
チュウボウがゲームセンターで出会った猪背組の老人。高齢のために組から仕事を貰えなくなり、住んでいた安アパートも追い出され、ゲームセンター通いと酒浸りの路上生活を送る。転職のあてもなく、チュウボウに「暴力団排除条例のせいで差別を受けている」と不平を漏らす。滑皮からの支給金で辛うじて収入源を得ている状態であり、それさえも飲み屋に散財する始末。しかしながら、衣笠はまだマシな方であり、組を辞めた他の仲間達は更に悲惨な境遇であることを明かしている。

## 用語
カウカウファイナンス
丑嶋馨を社長とする闇金会社で主要メンバーが勤務している。都内某所にある雑居ビルの一室で事務所を構えるが、｢ギャル汚くん編｣で丑嶋が逮捕されたことより移転する。
基本的に一律10日5割（トゴ）で融資するほか、パチンコ中毒者たちの場合は1日3割（ヒサン）だったり、店のツケや他の同業者の回収代行業を行っている。
普段は名簿屋から禁治産者（現：成年被後見人）や多重債務者の名簿を買い、手当たり次第にダイレクトメールを送り付けている。DMでは即日融資や合法的な金利を謳うが、それらはすべて嘘で初見の相手には何かしら理由をつけ、5万円しか貸さない。
返済が滞れば債務者は客から「奴隷くん」に転落し、タコ部屋労働や風俗店に売り飛ばされたり、他の「奴隷くん」から取り立てるための手駒にされるなどの運命が待つ。
若琥会（にゃこかい）
関東一帯を根城にする暴力団組織。この配下に猪背組がある。
猪背組（いのせぐみ）
若琥会系列の暴力団。カウカウファイナンスの後ろ盾。組長は本編時点で二代目の鳩山大成が務めており、若頭として熊倉義道が理事長を務め、鹿島という幹事長が幹部としている。本編終盤、滑皮が逮捕・絶縁処分となったことで解散させられるかもしれないことが、戌亥の口から説明されている。
悶主咤亞連合（もんすたあれんごう）
丑嶋や柄崎らの地元を中心に活動する暴走族。初代総長は獅子谷鉄也で、丑嶋らが中学時代の時点での総長は滑皮秀信。「ヤミ金くん」編時点での総長は畑山明紀、滑皮がケツ持ちをしている。
シシック
獅子谷鉄也が悶主咤亜連合を母体に立ち上げた闇金会社。初登場は「ウシジマくん」編。都内各地に支店を持ち、容赦の無い取立てと、獅子谷兄弟の恐怖政治で勢力を拡大した半グレ集団でもある。
柄崎と加納は当時の店長・海老名の元で働いており、少年院を退院した丑嶋を誘い入社させ、そこで金融のノウハウを学んでいく。鉄也のやり方に不満を持ち、丑嶋らを妬んだ海老名が同じく鉄也に不満を持つ鯖野と手を組み、強盗しその罪を丑嶋に被せることを計画する。
強盗事件を契機に獅子谷鉄也が暴走したことで幹部らの離反を招き殺害される。その事件を切っ掛けに独立して、丑嶋らカウカウファイナンスを設立した。シシックは弟の甲児が継ぎ、表向きは地下格闘技の選手を使った警備会社、裏として詐欺や強盗など半グレ集団として活動している。
藪蛇組（やぶへびぐみ）
飯匙倩が所属する暴力団。若琥会とは別の蛇腹組という組織から枝分かれしている。「ヤクザくん」編で飯匙倩が丑嶋へ復讐のために個人的に動いたものが、滑皮を巻き込んでしまい、結果的に藪蛇組と猪背組、ひいては蛇腹組と若琥会との抗争寸前になってしまった。「逃亡者くん」編で蛇腹組と若琥会は和解したことが明かされている。
絶対に逆らってはいけない3人
丑嶋、柄崎、加納、戌亥が中学生時代に地元で特に恐れられていた3人。愛沢連合の愛沢浩司、鰐戸三兄弟の鰐戸三蔵、悶主咤亞連合の滑皮秀信が名前に挙げられている。

## 取材協力者
「END」と書かれている最終ページの下には、作者が物語の制作のため取材してきた人物たちが記名されている。以下に「取材協力」の文字の下に書かれている人物の名前を表記した。
- 島田文昭（全巻の取材協力をしている）
- 夏原武（島田同様、全巻の取材協力をしている）
- 松永達也（33巻から取材協力をしている）

## 書誌情報
- 真鍋昌平 『闇金ウシジマくん』 小学館〈ビッグコミックス〉、全46巻
  1. 2004年7月30日発売、ISBN 4-09-187341-3
  2. 2005年7月29日発売、ISBN 4-09-187342-1
  3. 2005年10月28日発売、ISBN 4-09-187343-X
  4. 2006年3月30日発売、ISBN 4-09-180214-1
  5. 2006年8月30日発売、ISBN 4-09-180648-1
  6. 2006年10月30日発売、ISBN 4-09-180788-7
  7. 2007年1月30日発売、ISBN 978-4-09-181060-1
  8. 2007年5月30日発売、ISBN 978-4-09-181209-4
  9. 2007年8月30日発売、ISBN 978-4-09-181386-2
  10. 2008年1月30日発売、ISBN 978-4-09-181709-9
  11. 2008年4月26日発売、ISBN 978-4-09-181857-7
  12. 2008年7月30日発売、ISBN 978-4-09-182095-2
  13. 2008年11月28日発売、ISBN 978-4-09-182216-1
  14. 2009年3月30日発売、ISBN 978-4-09-182387-8
  15. 2009年6月30日発売、ISBN 978-4-09-182499-8
  16. 2009年9月30日発売、ISBN 978-4-09-182604-6
  17. 2010年1月29日発売、ISBN 978-4-09-182889-7
  18. 2010年5月28日発売、ISBN 978-4-09-183190-3
  19. 2010年9月30日発売、ISBN 978-4-09-183399-0
  20. 2010年11月30日発売、ISBN 978-4-09-183517-8
  21. 2011年4月28日発売、ISBN 978-4-09-183794-3
  22. 2011年8月30日発売、ISBN 978-4-09-184019-6
  23. 2011年11月30日発売、ISBN 978-4-09-184159-9
  24. 2012年4月27日発売、ISBN 978-4-09-184453-8
  25. 2012年7月30日発売、ISBN 978-4-09-184610-5
  26. 2012年11月30日発売、ISBN 978-4-09-184767-6
  27. 2013年2月28日発売、ISBN 978-4-09-184888-8
  28. 2013年6月28日発売、ISBN 978-4-09-185257-1
  29. 2013年11月29日発売、ISBN 978-4-09-185664-7
  30. 2014年2月28日発売、ISBN 978-4-09-185875-7
  31. 2014年5月14日発売、ISBN 978-4-09-186179-5
  32. 2014年10月30日発売、ISBN 978-4-09-186518-2
  33. 2015年2月27日発売、ISBN 978-4-09-186790-2
  34. 2015年6月30日発売、ISBN 978-4-09-187064-3
  35. 2015年11月30日発売、ISBN 978-4-09-187339-2
  36. 2016年2月29日発売、ISBN 978-4-09-187475-7
  37. 2016年6月30日発売、ISBN 978-4-09-187640-9
  38. 2016年9月20日発売、ISBN 978-4-09-187772-7
  39. 2017年4月28日発売、ISBN 978-4-09-189488-5
  40. 2017年7月28日発売、ISBN 978-4-09-189606-3
  41. 2017年10月30日発売、ISBN 978-4-09-189722-0
  42. 2018年3月12日発売、ISBN 978-4-09-189797-8
  43. 2018年6月29日発売、ISBN 978-4-09-189891-3
  44. 2018年10月30日発売、ISBN 978-4-09-860119-6
  45. 2019年2月28日発売、ISBN 978-4-09-860223-0
  46. 2019年5月30日発売、ISBN 978-4-09-860286-5

Beeマンガにて、漫画に音声や特殊効果を加えたムービーコミックが配信されている。2020年5月現在、第364話まで配信中（声の出演：保村真、高木達也、田丸篤志、野島裕史 ほか）。

## スピンオフ作品
本作品の登場人物を主人公としたスピンオフ作品など。
- やみきんっ♥うしじまきゅん - 3頭身キャラとなった登場人物の日常を、ラブリー&ポップ・ちょっぴりブラックに描いた4コマ漫画。
- 闇金ウシジマくん外伝 肉蝮伝説 - 登場人物の1人・肉蝮の暴力渦巻く日常を描く漫画。
- 闇金ウシジマくん外伝 らーめん滑皮さん - 登場人物の1人・滑皮の日常における食事を描くグルメ漫画。
- 少年院ウシジマくん - 闇金融と関わる以前の、少年院に収容された丑嶋馨や柄崎貴明などの日常が群像劇として描かれる漫画[10]。
- 闇金ウシジマくん外伝 浪花タイムリープ愛沢くん - 愛沢が転生する漫画[11]。
- 闇金ウシジマくん外伝 滑皮組ヤクザメシ - 滑皮組で食されるヤクザメシが描かれる漫画[12]。

## 関連書籍
- 難波功士『社会学ウシジマくん』（人文書院）2013年2月20日発売、ISBN 978-4-409-24095-3
  - 社会学者による本作の分析書。